# Список полков Русской императорской армии

Список полков Русской гвардии и армии — перечень формирований вида полк гвардии и армии Российской империи, на 1 января 1914 года.
Распределение полков по дивизиям (либо бригадам) и корпусам, а также их номера и дислокация приводятся на 1 января 1914 года; если полк сформирован позже — на момент сформирования.
Принятые сокращения:
- ак — армейский корпус;
- ВО — военный округ;
- Грен. к — Гренадерский корпус;
- Кавк. к — Кавказский армейский корпус;
- л.-гв. — лейб-гвардии;
- Сиб. к — Сибирский корпус;
- Турк. к — Туркестанский корпус.

## Гвардия
На начало Первой мировой войны, Русская гвардия была сведена в четыре гвардейские пехотные дивизии, две гвардейские кавалерийские дивизии и ряд отдельных гвардейских формирований (частей) уровня полк — батальон (дивизион) — рота, под командованием генерал-адъютанта, главнокомандующего войсками Гвардии и Петербургского военного округа, генерала от кавалерии Великого князя Николая Николаевича. В ведении Главнокома войсками Гвардии и Петербургского ВО:

### Гвардейский корпус
Расквартирован в Петербурге и ближайших окрестностях — Царском Селе, Петергофе и Гатчине, за исключением 3-й пехотной дивизии (3пд) и отдельной кавалерийской бригады (окавбр), стоявших в Варшаве и входивших в состав XXIII АК.
| Соединение, Часть | Основан |
| --- | --- |
| Пехота | |
| - 1-я гвардейская пехотная дивизия (штаб г. Санкт-Петербург) | |
| л.-гв. Преображенский полк (кв. г. Санкт-Петербург) | 1683 |
| л.-гв. Семёновский полк (кв. г. Санкт-Петербург) | 1683 |
| л.-гв. Измайловский полк (кв. г. Санкт-Петербург) | 1730 |
| л.-гв. Егерский полк (кв. г. Санкт-Петербург) | 1796 — батальон (1806) |
| - 2-я гвардейская пехотная дивизия (штаб г. Санкт-Петербург) | |
| л.-гв. Московский полк (кв. г. Санкт-Петербург) | 1811 (сформирован под названием лейб-гвардии Литовский полк, с 1817 — стал называться лейб-гвардии Московский полк) |
| л.-гв. Гренадерский полк (кв. г. Санкт-Петербург) | 1756 — 1-й Гренадерский (1813) |
| л.-гв. Павловский полк (кв. г. Санкт-Петербург) | 1796, в царствование Павла I, получив имя Государя, как Гренадерский Павловский (1813) |
| л.-гв. Финляндский полк (кв. г. Санкт-Петербург) | 1806 — Батальон Императорский Милиции (1808) |
| - 3-я гвардейская пехотная дивизия (штаб г. Варшава) | |
| л.-гв. Литовский полк (кв. г. Варшава) | 1817 |
| л.-гв. Кексгольмский Императора Австрийского полк (кв. г. Варшава) | 1710 — гренадерский князя Барятинского (1727) сформирован как Второй Гренадерский |
| л.-гв. Санкт-Петербургский Короля Фридриха Вильгельма III полк (кв. г. Варшава) | 1726 — Аджеруцкий (1790) |
| л.-гв. Волынский полк (кв. г. Варшава) | 1817 |
| - Гвардейская стрелковая бригада (Россия) (с 1915 дивизия) (упр. Санкт-Петербург) | |
| л.-гв. 1-й Стрелковый Его Величества полк (кв. г. Царское Село) | 1856 — батальон |
| л.-гв. 2-й Стрелковый Царскосельский полк (кв. г. Царское Село) | 1856 — из чинов стрелковых рот 2-й гвардейской пехотной дивизии сформирован с правами и преимуществами старой гвардии лейб-гвардии 2-й стрелковый батальон 4-х ротного состава (1857)                                                        |
| л.-гв. 3-й Стрелковый Его Величества полк (кв. г. Санкт-Петербург) | 1798 — Гвардейский гарнизонный, впоследствии л.-гв. резервный и л.-гв. стрелковый. Полк принял 3-й номер в 1910 по упразднении в 1905 Финского. Георгиевские знамёна были ему пожалованы «в воздаяние подвигов российской гвардии в 1812 г.» |
| л.-гв. 4-й Стрелковый ИМПЕРАТОРСКОЙ Фамилии полк (кв. г. Царское Село) | 1854 — стрелковый полк Императорской Фамилии из удельных крестьян Новгородской, Архангельской и Вологодской губерний в составе 3-х батальонов; 1856 — л.-гв. Стрелковый батальон Императорской Фамилии на правах молодой гвардии (1910)      |
| Кавалерия Во времена Российской империи Кавалергардский полк был первым из шести полков 1-й гвардейской кавалерийской дивизии, в которую кроме четырёх кирасирских входили два гвардейских казачьих полка. Все полки были четырёхэскадронного состава. Дивизия эта долго сохраняла за собой название тяжёлой — не только из-за десятивершковых людей и шестивершковых лошадей, но и как воспоминание о той эпохе, когда кирасиры своей тяжёлой массой легко пробивали строй лёгкой кавалерии. В 1914 году, когда началась империалистическая война, которая принесла с собой применение газов и танков, мне пришлось видеть в Париже французских кирасир, выступавших ещё в наполеоновских касках и кирасах. Такова сила привязанности к форме! В отличие от тяжёлой, 2-я лёгкая гвардейская кавалерийская дивизия состояла из четырёх шестиэскадронных полков: конногренадер, улан, лейб-драгун и лейб-гусар. Кони 1-й дивизии получали по четыре гарнца овса, 2-й дивизии — по три гарнца, а армейская кавалерия — по два с половиной гарнца. В результате, однако, на смотрах некоторые армейские дивизии, особенно пограничных корпусов, оказывались в отношении боевой подготовки и выносливости коней выше гвардейских. Объяснялось это, главным образом, неблагоприятными для занятий условиями расквартирования гвардейских полков. Особенно страдала наша первая бригада — кавалергарды и конная гвардия, располагавшиеся в центре самого Петербурга; большую часть года мы не могли даже выехать в поле, но зато заслужили прозвище — «бюро похоронных процессий», так как были обязаны участвовать в конном строю на похоронах бесчисленного генералитета, проживавшего и умиравшего в столице.— Игнатьев А. А. [militera.lib.ru/memo/russian/ignatyev_aa/06.html Пятьдесят лет в строю. Книга I, глава 6]. — М.: Воениздат, 1986. — С. 57. — ISBN 5-203-00055-7. | |
| - 1-я гвардейская кавалерийская дивизия (штаб г. Санкт-Петербург) | |
| Кавалергардский Её Величества государыни императрицы Марии Феодоровны полк (кв. г. Санкт-Петербург) | 1799 — Кавалергардский корпус (1801) |
| л.-гв. Конный полк (кв. г. Санкт-Петербург) | 1721 — драгунский Кроншлотский (1730) |
| л.-гв. Кирасирский Его Величества полк (кв. г. Царское Село) | 1702 — драгунский князя Волконского (1796) |
| л.-гв. Кирасирский Её Величества государыни императрицы Марии Феодоровны полк (кв. г. Гатчина) | 1704 — драгунский Портеса (1796) |
| л.-гв. Казачий Его Величества полк (кв. г. Санкт-Петербург) | 1775 — Придворная Донская и Чугуевская команды (1798) |
| л.-гв. Атаманский Его Императорского Высочества Государя Наследника Цесаревича полк (кв. г. Санкт-Петербург) | 1775 |
| л.-гв. Сводно-Казачий полк (канц. полка г. Павловск, кв. г. Павловск, г. Санкт-Петербург и г. Гатчина) | 1905 |
| - 2-я гвардейская кавалерийская дивизия (штаб г. Санкт-Петербург) | |
| л.-гв. Конногренадерский полк (кв. г. Старый Петергоф) | 1803 — л.-гв. Драгунский (1831) |
| л.-гв. Уланский Её Величества Государыни Александры Фёдоровны полк (кв. г. Новый Петергоф) | 1803— Одесский гусарский (1803) |
| л.-гв. Драгунский полк (кв. г. Старый Петергоф) | 1814 — л.-гв. Конноегерский полк (1833) |
| л.-гв. Гусарский Его Величества полк (кв. г. Царское Село) | 1775 — Лейб-гусарский эскадрон (1798) |
| - Отдельная гвардейская кавалерийская бригада (штаб г. Варшава) | |
| л.-гв. Уланский Его Величества полк (кв. г. Варшава) | 1817 |
| л.-гв. Гродненский гусарский полк (кв. г. Варшава) | 1824 |
| Артиллерия | |
| - л.-гв. 1-я артиллерийская бригада (кв. г. Санкт-Петербург) | 1683 — бомбардирская рота (1796) |
| - л.-гв. 2-я артиллерийская бригада (кв. г. Санкт-Петербург) | 1796 — л.-гв. Артиллерийский батальон (1813) |
| - л.-гв. 3-я артиллерийская бригада (кв. г. Варшава) | 1821 |
| - л.-гв. Стрелковый артиллерийский дивизион (кв. М. Стрельна, Санкт-Петербургская губ.) | 1897. 1916 — бригада |
| - л.-гв. 1-й мортирный артиллерийский дивизион | 1910 — Гвардейский мортирный артиллерийский дивизион |
| - л.-гв. 2-й мортирный артиллерийский дивизион | 1915 |
| - л.-гв. Тяжёлый артиллерийский дивизион | 1915 |
| - л.-гв. Конная артиллерия (упр. г. Санкт-Петербург) | 1805. 1870 — Гвардейская Конноартиллерийская бригада |
| л.-гв. 6-я Донская казачья Его Величества батарея | 1830 |
| - Гвардейские артиллерийские парки | |
| 1-й Гвардейский артиллерийский парк | 1877 |
| 2-й Гвардейский артиллерийский парк | 1877 |
| 3-й Гвардейский артиллерийский парк | |

### Вне состава Гвардейского корпуса
| Часть (центрального подчинения)                                                                             | Основан                                                                  |
| --- | ------------------------------------------------------------------------ |
| - Гвардейский запасной кавалерийский полк                                                                   | 1883 — кадры Гвардейского кавалерийского запаса                          |
| - Гвардейский полевой жандармский эскадрон                                                                  | 1815 — л.-гв. Жандармский полуэскадрон                                   |
| - л.-гв. Сапёрный батальон                                                                                  | 1812                                                                     |
| - Собственный Его Императорского Величества железнодорожный полк (кв. г. Санкт-Петербург, Семёновский плац) | 1878 — 1-й железнодорожный батальон                                      |
| - Гвардейский экипаж                                                                                        | 1810                                                                     |
| В ведении Командующего Императорской Главной Квартирой                                                      |                                                                          |
| Собственный Его Императорского Величества конвой (кв. г. Санкт-Петербург, Шпалерная ул., 28)                | 1811 — Кубанские сотни; 1832— Терские сотни Собственного Е. И. В. Конвоя |
| В ведении Дворцового коменданта                                                                             |                                                                          |
| Собственный Его Императорского Величества сводный пехотный полк (кв. в местах пребывания ИХ ВЕЛИЧЕСТВ)      | 1881 — Сводно-гвардейская рота                                           |
| В ведении Министра Императорского Двора                                                                     |                                                                          |
| Рота Дворцовых Гренадер                                                                                     | 1827                                                                     |

## Гренадерские дивизии
| Соединение (высшее соединение), Часть | Основан |
| --- | --- |
| - 1-я гренадерская дивизия (Гренад. корп.) (штаб г. Москва)                                                                                               | |
| 1-й лейб-гренадерский Екатеринославский Императора АЛЕКСАНДРА II полк (кв. г. Москва)                                                                     | 1756 — 3-й Гренадерский, 1798—1801 Псковский гренадерский (1840) |
| 2-й гренадерский Ростовский Его Императорского Высочества Великого Князя МИХАИЛА АЛЕКСАНДРОВИЧА полк (кв. г. Москва)                                      | 1700 — пехотный Кашпара Гулица (1708) |
| 3-й гренадерский Перновский Короля Фридриха-Вильгельма IV полк (кв. г. Москва)                                                                            | 1806 из частей Кексгольмского гренадерского полка |
| 4-й гренадерский Несвижский Генерал-Фельдмаршала Князя Барклая де Толли полк (кв. г. Москва)                                                              | 1797 — 2-й, затем 1-й егерский (1857) |
| - 2-я гренадерская дивизия (Гренад. корп.) (штаб г. Москва)                                                                                               | |
| 5-й гренадерский Киевский Его Императорского Высочества Наследника Цесаревича полк (кв. г. Москва)                                                        | 1700 — пехотный Вилима фон Дельдена (1708) |
| 6-й гренадерский Таврический Генерал-Фельдмаршала Великого Князя МИХАИЛА НИКОЛАЕВИЧА полк (кв. г. Москва)                                                 | 1756 — 2-й Гренадерский (1785) |
| 7-й гренадерский Самогитский Генерал-Адъютанта Графа Тотлебена полк (кв. г. Москва)                                                                       | 1817 |
| 8-й гренадерский Московский Великого Герцога Мекленбург-Шверинского Фридриха полк (кв. г. Тверь)                                                          | 1790 |
| - 3-я гренадерская дивизия (25ак) (штаб г. Москва) | |
| 9-й гренадерский Сибирский Генерал-Фельдмаршала Великого Князя НИКОЛАЯ НИКОЛАЕВИЧА полк (кв. г. Владимир)                                                 | 1700 — пехотный Ирика фон Вердена (1708) |
| 10-й гренадерский Малороссийский Генерал-Фельдмаршала Графа Румянцева-Задунайского полк (кв. г. Владимир)                                                 | 1756 — 4-й Гренадерский (1790) |
| 11-й гренадерский Фанагорийский Генералиссимуса Князя Суворова, ныне Его Императорского Высочества Великого Князя ДИМИТРИЯ ПАВЛОВИЧА полк (кв. г. Москва) | 1790 (с 1785 по 1790 название Фанагорийского носил Малороссийский гренадерский полк, участвовавший под этим именем в Рымникской битве. Т. о., Фанагорийцы Рымника и Фанагорийцы Измаила — два различных полка)                              |
| 12-й гренадерский Астраханский Императора АЛЕКСАНДРА III полк (кв. г. Москва)                                                                             | 1700 — пехотный Брюса (1790) В 1708—1790 полк именовался Вологодским. Название Астраханского с 1708 носил сформированный в 1700 полк Александра Гордона, пошедший в 1790 на укомплектование Грузинских Гренадер, получивших его старшинство |
| - Кавказская гренадерская дивизия (1Кавк. к) (штаб. г. Тифлис)                                                                                            | |
| 13-й лейб-гренадерский Эриванский Царя МИХАИЛА ФЕОДОРОВИЧА полк (кв. уроч. Манглис, Тифлисск. у.)                                                         | 1642 — Выборный Бутырский (1827) |
| 14-й гренадерский Грузинский Его Императорского Высочества Наследника Цесаревича полк (кв. уроч. Белый Ключ, Тифлисск. у.)                                | 1700 — пехотный Александра Гордона, 1708 — Астраханский пехотный, в 1785 переименован в Кавказский (1790) |
| 15-й гренадерский Тифлисский Его Императорского Высочества Великого Князя КОНСТАНТИНА КОНСТАНТИНОВИЧА полк (кв. г. Тифлис)                                | 1726 год Куринский (1784) |
| 16-й гренадерский Мингрельский Его Императорского Высочества Великого Князя ДИМИТРИЯ КОНСТАНТИНОВИЧА полк (кв. г. Тифлис)                                 | 1763 — Орловский пехотный, 1810 — егерский (1834) |

## Армейские пехотные дивизии
| Соединение (высшее соединение), Часть | Основан |
| --- | --- |
| - 1-я пехотная дивизия (13ак) (штаб г. Смоленск)                                                                                          | |
| 1-й пехотный Невский Генерал-Фельдмаршала Графа Ласси, ныне Его Величества Короля Эллинов полк (кв. г. Рославль, Смоленск. губ.)          | 1706 — пехотный Куликова (1711) |
| 2-й пехотный Софийский Императора АЛЕКСАНДРА III полк (кв. г. Смоленск)                                                                   | 1811 |
| 3-й пехотный Нарвский Генерал-Фельдмаршала Князя Михаила Голицына полк (кв. г. Смоленск)                                                  | 1703 — пехотный Шенбека (1708) |
| 4-й пехотный Копорский Генерала Графа Коновницына, ныне Его Величества Короля Саксонского полк (кв. г. Смоленск)                          | 1802 |
| - 2-я пехотная дивизия (23ак) (штаб г. Новогеоргиевск)                                                                                    | |
| 5-й пехотный Калужский Императора Вильгельма I полк (кв. г. Новогеоргиевск)                                                               | 1805 |
| 6-й пехотный Либавский Принца Фридриха-Леопольда Прусского полк (кв. г. Новогеоргиевск)                                                   | 1806 |
| 7-й пехотный Ревельский Генерала Тучкова 4-го полк (кв. г. Пултуск)                                                                       | 1774 |
| 8-й пехотный Эстляндский полк (кв. штаб фельдмаршала Гурко близ ст. Яблонка)                                                              | 1711 — Эстляндский гарнизон |
| - 3-я пехотная дивизия (17ак) (штаб г. Калуга)                                                                                            | |
| 9-й пехотный Ингерманландский Императора ПЕТРА ВЕЛИКОГО полк (г. Калуга)                                                                  | 1703 — пехотный Меньшикова (1704) |
| 10-й пехотный Новоингерманландский полк (кв. г. Калуга)                                                                                   | 1790 |
| 11-й пехотный Псковский Генерал-Фельдмаршала Князя Кутузова-Смоленского полк (кв. г. Тула)                                                | 1700 — пехотный Мевса (1708) |
| 12-й пехотный Великолуцкий полк (кв. г. Тула)                                                                                             | 1711 — Азовский гарнизон (1835) |
| - 4-я пехотная дивизия (6ак) (штаб г. Ломжа)                                                                                              | |
| 13-й пехотный Белозерский Генерал-Фельдмаршала Князя Волконского полк (кв. г. Ломжа)                                                      | 1708 — гренадерский Репнина (1727) |
| 14-й пехотный Олонецкий Его Величества Короля Сербского Петра I полк (кв. г. Ломжа)                                                       | 1798 — мушкетёрский Брандта (1801) |
| 15-й пехотный Шлиссельбургский Генерал-Фельдмаршала Князя Аникиты Репнина полк (кв. Репнинский штаб близ п. Заброва, Ломжин. губ.)        | 1700 — пехотный фон Трейдена (1708) |
| 16-й пехотный Ладожский полк (кв. Репнинский штаб близ п. Заброва, Ломжин. губ.)                                                          | 1708 — гренадерский Буша, был развёрнут из Ладожского батальона, сформированного в 1726 из добровольцев-солдат, оставшихся на строительстве Ладожского канала (1727) |
| - 5-я пехотная дивизия (9ак) (штаб г. Житомир)                                                                                            | |
| 17-й пехотный Архангелогородский Его Императорского Высочества Великого Князя ВЛАДИМИРА АЛЕКСАНДРОВИЧА полк (кв. г. Житомир)              | 1700 — пехотный Крота (1708) |
| 18-й пехотный Вологодский Его Величества Короля Румынского полк (кв. г. Новоград-Волынск)                                                 | 1802 |
| 19-й пехотный Костромской полк (кв. г. Житомир)                                                                                           | 1700 — пехотный Николая фон Вердена (1805) |
| 20-й пехотный Галицкий полк (кв. г. Житомир)                                                                                              | 1811 |
| - 6-я пехотная дивизия (15ак) (штаб г. Остров, Ломжинской губ.)                                                                           | |
| 21-й пехотный Муромский полк | 1708 — гренадерский Энгберга (1721) |
| 22-й пехотный Нижегородский Её Императорского Высочества Великой Княгини ВЕРЫ КОНСТАНТИНОВНЫ полк                                         | 1700 — пехотный Больмана (1708) |
| 23-й пехотный Низовский Генерал-Фельдмаршала Графа Салтыкова полк                                                                         | 1726 Астаринский (1732) |
| 24-й пехотный Симбирский Генерала Неверовского полк                                                                                       | 1811 |
| - 7-я пехотная дивизия (5ак) (штаб г. Воронеж)                                                                                            | |
| 25-й пехотный Смоленский Генерала Раевского полк                                                                                          | 1700 — пехотный Бильса (1708) |
| 26-й пехотный Могилёвский полк | 1805 |
| 27-й пехотный Витебский полк | 1703 — пехотный Скрипицына (1784) |
| 28-й пехотный Полоцкий полк | 1769 — СПб Легион (1774) |
| - 8-я пехотная дивизия (15ак) (штаб г. Варшава)                                                                                           | |
| 29-й пехотный Черниговский Генерал-Фельдмаршала Графа Дибича-Забалканского полк                                                           | 1700 — пехотный фон Шведена (1708) |
| 30-й пехотный Полтавский полк | 1798 — Полтавский мушкетёрский (1811) |
| 31-й пехотный Алексопольский полк | 1731 — Алексеевский, Закамской ландмилиции (1784); с 1913 — Алексеевский                                                                                             |
| 32-й пехотный Кременчугский полк | 1806 |
| - 9-я пехотная дивизия (10ак) (штаб г. Полтава)                                                                                           | |
| 33-й пехотный Елецкий полк | 1763 |
| 34-й пехотный Севский Генерала Графа Каменского полк                                                                                      | 1763 |
| 35-й пехотный Брянский Генерал-Адъютанта Князя Горчакова полк                                                                             | 1809 |
| 36-й пехотный Орловский Генерал-Фельдмаршала Князя Варшавского Графа Паскевича-Эриванского полк                                           | 1811 |
| - 10-я пехотная дивизия (5ак) (штаб. Н.-Новгород)                                                                                         | |
| 37-й пехотный Екатеринбургский полк | 1796 |
| 38-й пехотный Тобольский Генерала Графа Милорадовича полк                                                                                 | 1703 — пехотный князя Репнина (1708) |
| 39-й пехотный Томский Его Императорского Высочества Эрц-Герцога Австрийского Людвига-Виктора полк                                         | 1796 |
| 40-й пехотный Колыванский полк | 1798 — мушкетёрский Миллера (1801) |
| - 11-я пехотная дивизия (11ак) (г. Луцк, Волын. губ.)                                                                                     | |
| 41-й пехотный Селенгинский полк | 1796 |
| 42-й пехотный Якутский полк | 1806 |
| 43-й пехотный Охотский полк | 1806 |
| 44-й пехотный Камчатский полк | 1806 |
| - 12-я пехотная дивизия (12ак) (штаб г. Проскуров, Подольск. губ.)                                                                        | |
| 45-й пехотный Азовский Генерал-Фельдмаршала Графа Головина, ныне Его Императорского Высочества Великого Князя БОРИСА ВЛАДИМИРОВИЧА полк   | 1700 — пехотный Буша (1708) |
| 46-й пехотный Днепровский полк | 1774 |
| 47-й пехотный Украинский полк | 1798 — мушкетёрский Берга (1801) |
| 48-й пехотный Одесский Императора Александра I полк                                                                                       | 1811 |
| - 13-я пехотная дивизия (7ак) (штаб г. Севастополь, Таврическ. губ.)                                                                      | |
| 49-й пехотный Брестский Его Императорского Высочества Великого Князя МИХАИЛА МИХАЙЛОВИЧА полк                                             | 1806 |
| 50-й пехотный Белостокский полк | 1807 |
| 51-й пехотный Литовский Его Императорского Высочества Наследника Цесаревича полк                                                          | 1809 |
| 52-й пехотный Виленский Его Императорского Высочества Великого Князя КИРИЛЛА ВЛАДИМИРОВИЧА полк                                           | 1811 |
| - 14-я пехотная дивизия (8ак, Одесский ВО) (штаб г. Кишинев)                                                                              | |
| 53-й пехотный Волынский генерал-фельдмаршала Великого Князя Николая Николаевича полк                                                      | 1802 |
| 54-й пехотный Минский Его Величества Царя Болгарского полка                                                                               | 1806 |
| 55-й пехотный Подольский полк | 1811 |
| 56-й пехотный Житомирский Его Императорского Высочества Великого Князя НИКОЛАЯ НИКОЛАЕВИЧА полк                                           | 1811 — Тарнопольский пехотный (1815) |
| - 15-я пехотная дивизия (8ак, Одесский ВО) (штаб г. Одесса)                                                                               | |
| 57-й пехотный Модлинский Генерал-Адъютанта Корнилова полк                                                                                 | 1831 |
| 58-й пехотный Прагский полк | 1831 |
| 59-й пехотный Люблинский полк | 1831 |
| 60-й пехотный Замосцкий полк | 1831 |
| - 16-я пехотная дивизия (6ак, Варшавский ВО) (штаб г. Белосток, Гроднеск. губ.)                                                           | |
| 61-й пехотный Владимирский полк | 1700 — пехотный Юнгера (1708) |
| 62-й пехотный Суздальский генералиссимуса князя Суворова полк                                                                             | 1707 — пехотный Ренцеля, из остатков семи полков дивизии Востромирского, совершенно разгромленных при Фрауштадте (1727)                                              |
| 63-й пехотный Углицкий Генерал-Фельдмаршала Апраксина полк                                                                                | 1708 — гренадерский Бильса (1727) |
| 64-й пехотный Казанский полк | 1700 — пехотный фон Дельдена (1708) |
| - 17-я пехотная дивизия (19ак, Варшавский ВО) (штаб г. Холм, Люблинск. губ.)                                                              | |
| 65-й пехотный Московский ЕГО ВЕЛИЧЕСТВА полк                                                                                              | 1700 — пехотный Иваницкого (1708) |
| 66-й пехотный Бутырский Генерала Дохтурова полк                                                                                           | 1796 — Бутырский мушкетёрский, из 1-го и 6-го Оренбургских полевых батальонов (1811).                                                                                |
| 67-й пехотный Тарутинский Великого Герцога Ольденбургского полк                                                                           | 1813 |
| 68-й лейб-пехотный Бородинский Императора АЛЕКСАНДРА III полк                                                                             | 1813 |
| - 18-я пехотная дивизия (14ак, Варшавский ВО) (штаб г. Люблин)                                                                            | |
| 69-й пехотный Рязанский Генерал-Фельдмаршала Князя Александра Голицына полк                                                               | 1703 — пехотный Ланга (1708) |
| 70-й пехотный Ряжский полк | 1763 |
| 71-й пехотный Белёвский полк | 1763 |
| 72-й пехотный Тульский полк | 1769 — Московский Легион (1774) |
| - 19-я пехотная дивизия (12ак, Киевский ВО) (штаб г. Умань)                                                                               | |
| 73-й пехотный Крымский Его Императорского Высочества Великого Князя АЛЕКСАНДРА МИХАЙЛОВИЧА полк                                           | 1856 |
| 74-й пехотный Ставропольский полк | 1845 |
| 75-й пехотный Севастопольский полк | 1777 Севастопольский мушкетёрский (1811) |
| 76-й пехотный Кубанский полк | 1845 1856? |
| - 20-я пехотная дивизия (1Кавк. к, Кавказский ВО) (штаб г. Ахалцых)                                                                       | |
| 77-й пехотный Тенгинский Его Императорского Высочества Великого Князя АЛЕКСЕЯ АЛЕКСАНДРОВИЧА полк                                         | 1796 — мушкетёрский Архарова (1801) |
| 78-й пехотный Навагинский Генерала Котляревского полк                                                                                     | 1798 — мушкетёрский Павлуцкого (1801) |
| 79-й пехотный Куринский Генерал-Фельдмаршала Князя Воронцова, ныне Его Императорского Высочества Великого Князя ПАВЛА АЛЕКСАНДРОВИЧА полк | 1802 |
| 80-й пехотный Кабардинский генерал-фельдмаршала князя Барятинского полк                                                                   | 1726 — Ранокуцкий (1732) |
| - 21-я пехотная дивизия (3Кавк. к, Кавказский ВО) (штаб. г. Владикавказ)                                                                  | |
| 81-й пехотный Апшеронский Императрицы ЕКАТЕРИНЫ ВЕЛИКОЙ, ныне Его Императорского Высочества Великого Князя ГЕОРГИЯ МИХАЙЛОВИЧА полк       | 1722 — Астрабадский пехотный (1732) |
| 82-й пехотный Дагестанский Его Императорского Высочества Великого Князя НИКОЛАЯ МИХАЙЛОВИЧА полк                                          | 1845 |
| 83-й пехотный Самурский полк | 1845 |
| 84-й пехотный Ширванский ЕГО ВЕЛИЧЕСТВА полк                                                                                              | 1724 |
| - 22-я пехотная дивизия (1ак, Петербургский ВО) (штаб г. Новгород)                                                                        | |
| 85-й пехотный Выборгский Его Императорского Королевского Величества Императора Германского Короля Прусского Вильгельма II полк            | 1700 — пехотный Кулома (1708). |
| 86-й пехотный Вильманстрандский полк | 1863 |
| 87-й пехотный Нейшлотский полк | 1863 |
| 88-й пехотный Петровский полк | 1863 |
| - 23-я пехотная дивизия (18ак, Петербургский ВО) (штаб г. Ревель)                                                                         | |
| 89-й пехотный Беломорский полк | 1863 |
| 90-й пехотный Онежский полк | 1863 |
| 91-й пехотный Двинский полк | 1863 |
| 92-й пехотный Печорский полк | 1863 |
| - 24-я пехотная дивизия (18ак, Петербургский ВО) (штаб г. Псков)                                                                          | |
| 93-й пехотный Иркутский Его Императорского Высочества Великого Князя МИХАИЛА АЛЕКСАНДРОВИЧА полк                                          | 1863 |
| 94-й пехотный Енисейский полк | 1863 |
| 95-й пехотный Красноярский полк | 1863 |
| 96-й пехотный Омский полк | 1863 |
| - 25-я пехотная дивизия (3ак, Виленский ВО) (штаб г. Двинск)                                                                              | |
| 97-й пехотный Лифляндский Генерал-Фельдмаршала Графа Шереметева полк                                                                      | 1700 — Троицкий пехотный |
| 98-й пехотный Юрьевский полк | 1863 |
| 99-й пехотный Ивангородский полк | 1863 |
| 100-й пехотный Островский полк | 1863 |
| - 26-я пехотная дивизия (2ак, Виленский ВО) (штаб г. Гродна)                                                                              | |
| 101-й пехотный Пермский полк | 1863 |
| 102-й пехотный Вятский полк | 1863 |
| 103-й пехотный Петрозаводский полк | 1863 |
| 104-й пехотный Устюжский Генерала Князя Багратиона полк                                                                                   | 1863 |
| - 27-я пехотная дивизия (3ак) (штаб г. Вильна)                                                                                            | |
| 105-й пехотный Оренбургский полк | 1863 |
| 106-й пехотный Уфимский полк | 1863 |
| 107-й пехотный Троицкий полк | 1863 |
| 108-й пехотный Саратовский полк | 1863 |
| - 28-я пехотная дивизия (20ак) | |
| 109-й пехотный Волжский полк | 1863 |
| 110-й пехотный Камский Генерал-Адъютанта Графа Толя 1-го полк                                                                             | 1863 |
| 111-й пехотный Донской полк | 1863 |
| 112-й пехотный Уральский полк | 1863 |
| - 29-я пехотная дивизия (20ак) (штаб г. Ковна)                                                                                            | |
| 113-й пехотный Старорусский полк | 1863 |
| 114-й пехотный Новоторжский полк | 1863 |
| 115-й пехотный Вяземский Генерала Несветаева полк                                                                                         | 1863 |
| 116-й пехотный Малоярославский полк | 1863 |
| - 30-я пехотная дивизия (4ак) (штаб г. Минск)                                                                                             | |
| 117-й пехотный Ярославский полк | 1863 |
| 118-й пехотный Шуйский полк | 1863 |
| 119-й пехотный Коломенский полк | 1863 |
| 120-й пехотный Серпуховский полк | 1863 |
| - 31-я пехотная дивизия (10ак) (штаб г. Харьков)                                                                                          | |
| 121-й пехотный Пензенский Генерал-Фельдмаршала Графа Милютина полк                                                                        | 1863 |
| 122-й пехотный Тамбовский полк | 1863 |
| 123-й пехотный Козловский полк | 1863 |
| 124-й пехотный Воронежский полк | 1863 |
| - 32-я пехотная дивизия (11ак) (штаб г. Ровно, Волынск. губ.)                                                                             | |
| 125-й пехотный Курский полк | 1863 |
| 126-й пехотный Рыльский полк | 1863 |
| 127-й пехотный Путивльский полк | 1863 |
| 128-й пехотный Старооскольский полк | 1863 |
| - 33-я пехотная дивизия (21ак) (штаб г. Киев)                                                                                             | |
| 129-й пехотный Бессарабский Его Императорского Высочества Великого Князя МИХАИЛА АЛЕКСАНДРОВИЧА полк                                      | 1863 |
| 130-й пехотный Херсонский Его Императорского Высочества Великого Князя АНДРЕЯ ВЛАДИМИРОВИЧА полк                                          | 1863 |
| 131-й пехотный Тираспольский полк | 1863 |
| 132-й пехотный Бендерский полк | 1863 |
| - 34-я пехотная дивизия (7ак) (штаб г. Екатеринослав)                                                                                     | |
| 133-й пехотный Симферопольский полк | 1863 |
| 134-й пехотный Феодосийский полк | 1863 |
| 135-й пехотный Керчь-Еникольский полк | 1863 |
| 136-й пехотный Таганрогский полк | 1863 |
| - 35-я пехотная дивизия (17ак) (штаб г. Рязань)                                                                                           | |
| 137-й пехотный Нежинский Её Императорского Высочества Великой Княгини МАРИИ ПАВЛОВНЫ полк                                                 | 1863 |
| 138-й пехотный Болховский полк | 1863 |
| 139-й пехотный Моршанский полк | 1863 |
| 140-й пехотный Зарайский полк | 1863 |
| - 36-я пехотная дивизия (13ак) (штаб г. Орёл)                                                                                             | |
| 141-й пехотный Можайский полк | 1863 |
| 142-й пехотный Звенигородский полк | 1863 |
| 143-й пехотный Дорогобужский полк | 1863 |
| 144-й пехотный Каширский полк | 1863 |
| - 37-я пехотная дивизия (1ак) (штаб г. Санкт-Петербург)                                                                                   | |
| 145-й пехотный Новочеркасский Императора АЛЕКСАНДРА III полк                                                                              | 1863 |
| 146-й пехотный Царицынский полк | 1863 |
| 147-й пехотный Самарский полк | 1863 |
| 148-й пехотный Каспийский Её Императорского Высочества Великой Княжны АНАСТАСИИ НИКОЛАЕВНЫ полк                                           | 1863 |
| - 38-я пехотная дивизия (19ак) (штаб г. Брест-Литовск)                                                                                    | |
| 149-й пехотный Черноморский полк | 1863 |
| 150-й пехотный Таманский полк | 1863 |
| 151-й пехотный Пятигорский полк | 1863 |
| 152-й пехотный Владикавказский Генерала Ермолова полк                                                                                     | 1863 |
| - 39-я пехотная дивизия (1Кавк. к) (штаб г. Александрополь, Эриванск. губ.)                                                               | |
| 153-й пехотный Бакинский Его Императорского Высочества Великого Князя СЕРГИЯ МИХАЙЛОВИЧА полк                                             | 1863 |
| 154-й пехотный Дербентский полк | 1863 |
| 155-й пехотный Кубинский полк | 1863 |
| 156-й пехотный Елисаветпольский Генерала Князя Цицианова полк                                                                             | 1863 |
| - 40-я пехотная дивизия (4ак) (штаб г. Бобруйск)                                                                                          | |
| 157-й пехотный Имеретинский полк | 1863 |
| 158-й пехотный Кутаисский полк | 1863 |
| 159-й пехотный Гурийский полк | 1863 |
| 160-й пехотный Абхазский полк | 1863 |
| - 41-я пехотная дивизия (16ак) (штаб г. Казань)                                                                                           | |
| 161-й пехотный Александропольский полк | 1874 |
| 162-й пехотный Ахалцыхский полк | 1874 |
| 163-й пехотный Ленкоранско-Нашебургский полк                                                                                              | 1874 |
| 164-й пехотный Закатальский полк | 1874 |
| - 42-я пехотная дивизия (Россия) (9ак) (штаб г. Киев)                                                                                     | |
| 165-й пехотный Луцкий полк | 1878 — 16-й резервный батальон (1891, 1898, 1910) |
| 166-й пехотный Ровненский полк | 1878 — 82-й резервный батальон (1891, 1898, 1910) |
| 167-й пехотный Острожский полк | 1878 — 41-й резервный батальон (1891, 1898, 1910) |
| 168-й пехотный Миргородский полк | 1878 — 41-й резервный батальон (1891, 1898, 1910) |
| - 43-я пехотная дивизия (2ак) (штаб г. Вильна)                                                                                            | |
| 169-й пехотный Ново-Трокский полк | 1878 — 17-й резервный батальон (1891, 1898, 1910) |
| 170-й пехотный Молодечненский полк | 1878 — 61-й резервный батальон (1891, 1898, 1910) |
| 171-й пехотный Кобринский полк | 1878 — 20-й резервный батальон (1891, 1898, 1910) |
| 172-й пехотный Лидский полк | 1878 — 89-й резервный батальон (1891, 1898, 1910) |
| - 44-я пехотная дивизия (21ак) (штаб г. Курск)                                                                                            | |
| 173-й пехотный Каменецкий полк | 1878 — 27-й резервный батальон (1891, 1898, 1910) |
| 174-й пехотный Роменский полк | 1878 — резервный батальон (1891, 1898, 1910) |
| 175-й пехотный Батуринский полк | 1878 — 35-й резервный батальон (1891, 1898, 1910) |
| 176-й пехотный Переволоченский полк | 1878 — 64-й резервный батальон (1891, 1898, 1910) |
| - 45-я пехотная дивизия (16ак) (штаб г. Пенза)                                                                                            | |
| 177-й пехотный Изборский полк | 1878 — 13-й резервный батальон (1891, 1898, 1910) |
| 178-й пехотный Венденский полк | 1878 — 14-й резервный батальон (1891, 1898, 1910) |
| 179-й пехотный Усть-Двинский полк | 1878 — 15-й резервный батальон (1892) |
| 180-й пехотный Виндавский полк | 1878 — 16-й резервный батальон (1891, 1898, 1910) |
| - 46-я пехотная дивизия (25ак) (штаб г. Ярославль)                                                                                        | |
| 181-й пехотный Остроленский полк | 1878 — 83-й резервный батальон (1891, 1898, 1910) |
| 182-й пехотный Гроховский полк | 1878 — 42-й резервный батальон (1891, 1898, 1910) |
| 183-й пехотный Пултуский полк | 1878 — 78-й резервный батальон (1891, 1898, 1910) |
| 184-й пехотный Варшавский полк | 1878 — 28-й резервный батальон (1891, 1898, 1910) |
| - 47-я пехотная дивизия (16ак) (штаб г. Саратов)                                                                                          | |
| 185-й пехотный Башкадыкларский полк | 1834 — 3-й Грузинский линейный батальон |
| 186-й пехотный Асландузский полк | 1834 — 4-й Грузинский линейный батальон |
| 187-й пехотный Аварский полк | 1834 — 6-й Черноморский линейный батальон |
| 188-й пехотный Карсский полк | 1878 — Тифлисский местный батальон (1891, 1898, 1910) |
| - 48-я пехотная дивизия (24ак) (штаб г. Самара)                                                                                           | |
| 189-й пехотный Измаильский полк | 1878 — 60-й резервный батальон (1891, 1898, 1910) |
| 190-й пехотный Очаковский полк | 1878 — 50-й, 53-й резервные батальоны и Уфимский местный (1891, 1898, 1910)                                                                                          |
| 191-й пехотный Ларго-Кагульский полк | 1863 — Брест-Литовский крепостной, 1878 — 50-й, 60-й и 76-й резервные батальоны (1891)                                                                               |
| 192-й пехотный Рымникский полк | 1878 — 76-й резервный батальон (1891, 1898, 1910) |
| - 49-я пехотная дивизия (24ак) (штаб г. Пермь)                                                                                            | |
| 193-й пехотный Свияжский полк | 1711 — Казанский гарнизон (1891) |
| 194-й пехотный Троицко-Сергиевский полк                                                                                                   | 1878 — Московский местный батальон (1891, 1898, 1910) |
| 195-й пехотный Оровайский полк | 1878 — 21-й и 22-й резервные батальоны (1891, 1898, 1910) |
| 196-й пехотный Инсарский полк | 1896 |
| - 50-я пехотная дивизия (18ак) (штаб г. Санкт-Петербург)                                                                                  | |
| 197-й пехотный Лесной полк | 1878 — 23-й резервный батальон (1891, 1898, 1910) |
| 198-й пехотный Александро-Невский полк | 1878 — 1-й резервный батальон (1891, 1898, 1910) |
| 199-й пехотный Кронштадтский полк | 1863 — Кронштадтский крепостной полк (1910 ½) |
| 200-й пехотный Кроншлотский полк | 1863 — Кронштадтский крепостной полк (1910 ½) |
| - 51-я пехотная дивизия (2Кавк. к) (штаб г. Кутаис)                                                                                       | |
| 201-й пехотный Потийский полк | 1889 |
| 202-й пехотный Горийский полк | 1890 |
| 203-й пехотный Сухумский полк | 1892 |
| 204-й пехотный Ардагано-Михайловский полк                                                                                                 | 1890 |
| - 52-я пехотная дивизия (3Кавк. к) (штаб г. Темир-Хан-Шура)                                                                               | |
| 205-й пехотный Шемахинский полк | 1889 |
| 206-й пехотный Сальянский Его Императорского Высочества Наследника Цесаревича полк                                                        | 1805 — Каспийский морской батальон (1891) |
| 207-й пехотный Новобаязетский полк | 1890 |
| 208-й пехотный Лорийский полк | 1890 |

## Стрелковые полки
На ответном обеде японский полковник посадил меня уже на почётное место, а за чашкой кофе, отведя меня в сторонку, стал расспрашивать, на каком участке фронта я бывал, с какими японскими дивизиями встречался. Я, конечно, доставил бывшему врагу наслаждение, назвав ему гвардейскую 3-ю и 4-ю японские дивизии, но не преминул спросить в свою очередь, как понравились ему наш 1-й и 3-й или 4-й Сибирские корпуса? В ответ полковник, оскаливая зубы, мог только издавать гортанные звуки, выражавшие лучше всяких слов одновременно и ужас, и восторг.
— Игнатьев А. А. [militera.lib.ru/memo/russian/ignatyev_aa/19.html Пятьдесят лет в строю. Книга II, глава 11]. — М.: Воениздат, 1986. — С. 262. — ISBN 5-203-00055-7.
| Соединение (высшее соединение), Часть                                                                                              | Основан |      |
| --- | --- | ---- |
| - 1-я Сибирская стрелковая дивизия (1Сиб. к) (штаб Никольск-Уссурийский)                                                           | |      |
| 1-й Сибирский стрелковый Его Величества полк (кв. с. Раздольное, Приамурск. обл.)                                                  | 1883 — 1-й Восточно-Сибирский стрелковый батальон |      |
| 2-й Сибирский стрелковый генерал-адъютанта графа Муравьева-Амурского полк (кв. Никольск-Уссурийский)                               | |      |
| 3-й Сибирский стрелковый полк (кв. Никольск-Уссурийский)                                                                           | |      |
| 4-й Сибирский стрелковый полк (кв. Никольск-Уссурийский)                                                                           | 1720 — 1-й батальон Тобольского гарнизонного полка |      |
| - 2-я Сибирская стрелковая дивизия (1Сиб. к) (штаб с. Раздольное, Приамурск. обл.)                                                 | |      |
| 5-й Сибирский стрелковый полк (кв. Никольск-Уссурийский)                                                                           | 1849 — Енисейский гарнизонный батальон |      |
| 6-й Сибирский стрелковый полк (кв. уроч. Новокиевское, Приморск. обл.)                                                             | 1889 |      |
| 7-й Сибирский стрелковый полк (кв. уроч. Новокиевское, Приморск. обл.)                                                             | 1889 | 1893 |
| 8-й Сибирский стрелковый полк (кв. уроч. Барабаш, Приморск. обл.)                                                                  | 1893 |      |
| - 3-я Сибирская стрелковая дивизия (4Сиб. к) (штаб г. Владивосток, Приморск. обл.)                                                 | |      |
| 9-й Сибирский стрелковый полк (кв. г. Владивосток)                                                                                 | 1898 |      |
| 10-й Сибирский стрелковый полк (кв. г. Владивосток)                                                                                | 1849 — Иркутский гарнизонный батальон (1898) |      |
| 11-й Сибирский стрелковый Её Величества Государыни Императрицы Марии Феодоровны полк (кв. г. Владивосток)                          | 1898 — из частей Одесского и Киевского военных округов, 11-й Восточно-Сибирский стрелковый (1907) |      |
| 12-й Сибирский стрелковый Е. И. В. Наследника Цесаревича полк (кв. г. Владивосток)                                                 | 1898 |      |
| - 4-я Сибирская стрелковая дивизия (2Сиб. к) (штаб г. Чита Забайкальск. обл.)                                                      | |      |
| 13-й Сибирский стрелковый полк (кв. с Песчанка, близ Читы Забайкальск. обл.)                                                       | 1900 |      |
| 14-й Сибирский стрелковый полк (кв. с Песчанка, близ Читы Забайкальск. обл.)                                                       | 1900 |      |
| 15-й Сибирский стрелковый полк (кв. ст. Маньчжурия, Кит.-Вост. ж. д.)                                                              | 1900 |      |
| 16-й Сибирский стрелковый полк (кв. г. Сретенск, Забайкальск. обл.)                                                                | 1900 |      |
| - 5-я Сибирская стрелковая дивизия (2Сиб. к) (штаб с. Березовка, близ Верхнеудинска)                                               | |      |
| 17-й Сибирский стрелковый полк (кв. с. Березовка, близ Верхнеудинска)                                                              | 1900 |      |
| 18-й Сибирский стрелковый полк (кв. с. Березовка, близ Верхнеудинска)                                                              | 1880 — 3-й Восточно-Сибирский линейный батальон (1900 — переформ. в 18-й Восточно-Сибирский стр. п. в сост. 2-х бат., 1904 — 3 бат., 1905 — 4 бат., 1910 — Сибирский стр. п.)                                                              |      |
| 19-й Сибирский стрелковый полк (кв. с. Березовка, близ Верхнеудинска)                                                              | 1900 |      |
| 20-й Сибирский стрелковый полк (кв. г. Троицкосавск, Забайкальск. обл.)                                                            | 1893 — 10-й Восточно-Сибирский линейный батальон (1900) |      |
| - 6-я Сибирская стрелковая дивизия (5Сиб. к) (штаб г. Хабаровск, Приморск. обл.)                                                   | |      |
| 21-й Сибирский стрелковый Е. И. В. Государыни Императрицы Александры Феодоровны полк (кв. г. Никольск-Уссурийский, Приморск. обл.) | 1865 (1900) |      |
| 22-й Сибирский стрелковый полк (кв. г. Хабаровск, Приморск. обл.)                                                                  | 1882 — 5-й Восточно-Сибирский линейный батальон (1900) |      |
| 23-й Сибирский стрелковый полк (кв. г. Хабаровск, Приморск. обл.)                                                                  | 1900 |      |
| 24-й Сибирский стрелковый полк (кв. г. Хабаровск, Приморск. обл.)                                                                  | 1900 |      |
| - 7-я Сибирская стрелковая дивизия (3Сиб. к) (штаб г. Иркутск)                                                                     | |      |
| 25-й Сибирский стрелковый генерал-лейтенанта Кондратенко полк (кв. г. Иркутск)                                                     | 1903 |      |
| 26-й Сибирский стрелковый полк (кв. ст. Иннокетьевская, Иркутск. губ.)                                                             | 1903 |      |
| 27-й Сибирский стрелковый полк (кв. г. Иркутск)                                                                                    | 1903 |      |
| 28-й Сибирский стрелковый полк (кв. г. Ирутск)                                                                                     | 1903 |      |
| - 8-я Сибирская стрелковая дивизия (3Сиб. к) (штаб г. Красноярск, Енисейск. губ.)                                                  | |      |
| 29-й Сибирский стрелковый полк (кв. г. Ачинск)                                                                                     | 1903 |      |
| 30-й Сибирский стрелковый полк (кв. г. Красноярск, Енисейск. губ.)                                                                 | 1903 |      |
| 31-й Сибирский стрелковый полк (кв. г. Красноярск, Енисейск. губ.)                                                                 | 1903 |      |
| 32-й Сибирский стрелковый полк (кв. г. Канск, Енисейск. губ.)                                                                      | 1903 |      |
| - 9-я Сибирская стрелковая дивизия (4Сиб. к) (штаб г. Владивосток, Приморск. обл.)                                                 | |      |
| 33-й Сибирский стрелковый полк (кв. г. Владивосток, Приморск. обл.)                                                                | 1903 — путём выделения по одной роте из 1-го, 5-го, 9-го, 13-го, 17-го, 21-го, 25-го и 29-го Восточно-Сибирских стрелковых полков, 33-й Восточно-Сибирский стрелковый (1904)                                                               |      |
| 34-й Сибирский стрелковый полк (кв. г. Владивосток, Приморск. обл.)                                                                | 1904 |      |
| 35-й Сибирский стрелковый полк (кв. г. Владивосток, Приморск. обл.)                                                                | 1904 |      |
| 36-й Сибирский стрелковый полк (кв. г. Владивосток, Приморск. обл.)                                                                | 1903 — путём выделения по одной роте из Восточно-Сибирских стрелковых полков: 4, 8, 12, 16, 20, 24, 28, 32 — 36-й Восточно-Сибирский стрелковый (1904)                                                                                     |      |
| - 10-я Сибирская стрелковая дивизия (5Сиб. к) (штаб г. Благовещенск, Амурск. обл.)                                                 | |      |
| 37-й Сибирский стрелковый полк (кв. г. Благовещенск, Амурск. обл.)                                                                 | 1905 |      |
| 38-й Сибирский стрелковый полк (кв. г. Благовещенск, Амурск. обл.)                                                                 | 1905 |      |
| 39-й Сибирский стрелковый полк (кв. г. Хабаровск, Приморск. обл.)                                                                  | 1905 |      |
| 40-й Сибирский стрелковый полк (кв. г. Николаевск)                                                                                 | 1905 |      |
| - 11-я Сибирская стрелковая дивизия (Омский ВО)                                                                                    | |      |
| 41-й Сибирский стрелковый полк (кв. г. Новониколаевск, Томск. губ.)                                                                | 1910 |      |
| 42-й Сибирский стрелковый полк (кв. г. Томск)                                                                                      | 1910 |      |
| 43-й Сибирский стрелковый полк (кв. г. Омск)                                                                                       | 1910 |      |
| 44-й Сибирский стрелковый полк (кв. г. Омск)                                                                                       | 1910 |      |
| 45-й Сибирский стрелковый полк | 1914 |      |
| 56-й Сибирский стрелковый полк | 1914 — второочередным Сибирским стрелковым полкам с № 45 по № 56 пожалованы 1 октября 1914 года простые знамёна образца 1900 г."Знамёна и штандарты Русской армии в Великой войне"                                                         |      |
| - 1-я Стрелковая бригада (14ак) (штаб г. Лодзь)                                                                                    | |      |
| 1-й Стрелковый полк (кв. г. Лодзь)                                                                                                 | 1835 (1856) |      |
| 2-й Стрелковый полк (кв. г. Лодзь)                                                                                                 | 1834 (1856) |      |
| 3-й Стрелковый полк (кв. г. Лодзь)                                                                                                 | 1856 |      |
| 4-й Стрелковый полк (кв. г. Лодзь)                                                                                                 | 1856 |      |
| - 2-я Стрелковая бригада (14ак) | |      |
| 5-й Стрелковый полк | 1834 — в Н. Новгороде 3-й учебный карабинерный (1856) |      |
| 6-й Стрелковый полк | 1856 |      |
| 7-й Стрелковый полк | 1856 |      |
| 8-й Стрелковый полк | 1856 |      |
| - 3-я Стрелковая бригада (12ак) | |      |
| 9-й Стрелковый полк | 1856 |      |
| 10-й Стрелковый полк | 1856 |      |
| 11-й Стрелковый полк | 1856 |      |
| 12-й Стрелковый полк | 1856 |      |
| - 4-я Стрелковая бригада (8ак) | |      |
| 13-й Стрелковый генерал-фельдмаршала Великого Князя Николая Николаевича полк                                                       | 1856 |      |
| 14-й Стрелковый генерал-фельдмаршала Гурко полк                                                                                    | 1856 |      |
| 15-й Стрелковый Е. В. Короля Черногорского Николая I полк                                                                          | 1856 — 15-й армейский стрелковый батальон, из 3-й и 4-й рот 1-го запасного стрелкового батальона |      |
| 16-й Стрелковый Императора Александра III полк                                                                                     | 1845 — 6-й стрелковый батальон, из чинов разных стрелковых батальонов и рекрут (1856) |      |
| - 5-я Стрелковая бригада (3ак) | |      |
| 17-й Стрелковый полк | 1856 — 17-й армейский стрелковый батальон, из 2-х рот 2-го запасного стрелкового батальона |      |
| 18-й Стрелковый полк | 1841 — 4-й стрелковый батальон, из чинов егерских полков 4-го армейского корпуса (1856) |      |
| 19-й Стрелковый полк | 1864 — 1-й резервный стрелковый батальон |      |
| 20-й Стрелковый полк | 1864 |      |
| - 1-я Финляндская стрелковая бригада (22ак) (штаб г. Гельсингфорс)                                                                 | |      |
| 1-й Финляндский стрелковый полк (кв. г. Або)                                                                                       | 1811 (1892) |      |
| 2-й Финляндский стрелковый полк (кв. г. Гельсингфорс)                                                                              | 1811 — Калужский местный батальон (1892) |      |
| 3-й Финляндский стрелковый полк(кв. г. Гельсингфорс)                                                                               | 1855 — Новгородский внутренний гарнизонный батальон (1892) |      |
| 4-й Финляндский стрелковый полк (кв. г. Тавастгус)                                                                                 | 1877 — 26-й резервный батальон, из кадра Харьковского местного батальона (1898) |      |
| - 2-я Финляндская стрелковая бригада (22ак) (штаб г. Выборг)                                                                       | |      |
| 5-й Финляндский стрелковый полк (кв. г. С.-Михель)                                                                                 | 1901 — из половины 1-го Финляндского стрелкового полка |      |
| 6-й Финляндский стрелковый полк (кв. г. Фридрихсгам)                                                                               | 1911 ? |      |
| 7-й Финляндский стрелковый полк (кв. г. Выборг) (штаб г. Тавасгус, врем. г. Выборг)                                                | 1901 — из половины 3-го Финляндского стрелкового полка |      |
| 8-й Финляндский стрелковый полк (кв. г. Выборг)                                                                                    | 1901 — из половины 4-го Финляндского стрелкового полка |      |
| - 3-я Финляндская стрелковая бригада (22ак) (кв. г. Тавасгус, врем. Николайштадт, Вазаской губ.)                                   | |      |
| 9-й Финляндский стрелковый полк (кв. ст. Рахимяки, врем. г. Куопио)                                                                | 1907 |      |
| 10-й Финляндский стрелковый полк (кв. ст. Лахис, врем. г. Вильманстранд, Выборгск. губ.)                                           | 1910 |      |
| 11-й Финляндский стрелковый полк                                                                                                   | 1910 — из 237-го резервного пехотного Кремлёвского полка и Гродненского крепостного пехотного батальона. Даровано старшинство Рязанского внутреннего губернского батальона с 27.05.1811 г. как предка 36-го резервного пехотного батальона |      |
| 12-й Финляндский стрелковый полк (кв. г. Коувола)                                                                                  | 1905 |      |
| - 4-я Финляндская стрелковая бригада (22ак)                                                                                        | |      |
| 13-й Финляндский стрелковый полк                                                                                                   | 1914 |      |
| 14-й Финляндский стрелковый полк                                                                                                   | 1914 |      |
| 15-й Финляндский стрелковый полк                                                                                                   | 1914 |      |
| 16-й Финляндский стрелковый полк                                                                                                   | 1914 |      |
| - 1-я Кавказская стрелковая бригада (1Кавк. к)                                                                                     | 1870 |      |
| 1-й Кавказский стрелковый генерал-фельдмаршала Великого Князя Михаила Николаевича полк                                             | 1837 — 1-й стрелковый батальон в составе 4-х рот при л.-гв. Финском стрелковом батальоне, из офицеров и чинов 1-го пехотного корпуса (1910)                                                                                                |      |
| 2-й Кавказский стрелковый полк | 1856 |      |
| 3-й Кавказский стрелковый полк | 1856 |      |
| 4-й Кавказский стрелковый полк | 1856 |      |
| - 2-я Кавказская стрелковая бригада (2Кавк. к)                                                                                     | |      |
| 5-й Кавказский стрелковый Е. И. В. Великого Князя Георгия Михайловича полк                                                         | |      |
| 6-й Кавказский стрелковый полк | |      |
| 7-й Кавказский стрелковый полк | |      |
| 8-й Кавказский стрелковый полк | |      |
| - 1-я Туркестанская стрелковая бригада (1Турк. к)                                                                                  | |      |
| 1-й Туркестанский стрелковый полк                                                                                                  | |      |
| 2-й Туркестанский стрелковый полк                                                                                                  | |      |
| 3-й Туркестанский стрелковый полк                                                                                                  | |      |
| 4-й Туркестанский стрелковый полк                                                                                                  | |      |
| - 2-я Туркестанская стрелковая бригада (1Турк. к)                                                                                  | |      |
| 5-й Туркестанский стрелковый полк                                                                                                  | 1829 — Оренбургский и Западносибирские линейные батальоны (1867) |      |
| 6-й Туркестанский стрелковый генерала Черняева полк                                                                                | 1771 — Верхне-Яикский пограничный гарнизонный батальон (1867) |      |
| 7-й Туркестанский стрелковый полк                                                                                                  | 1873 — 3-й Оренбургский линейный батальон |      |
| 8-й Туркестанский стрелковый генерал-адъютанта фон Кауфмана полк                                                                   | 1771 — Звериноголовский пограничный гарнизонный батальон |      |
| - 3-я Туркестанская стрелковая бригада (1Турк. к)                                                                                  | |      |
| 9-й Туркестанский стрелковый полк                                                                                                  | 1711 — Уфимский гарнизонный полк Казанской губернии в составе 2-х батальонов |      |
| 10-й Туркестанский стрелковый полк                                                                                                 | 1869 |      |
| 11-й Туркестанский стрелковый полк                                                                                                 | 1874 |      |
| 12-й Туркестанский стрелковый полк                                                                                                 | 1874 |      |
| - 4-я Туркестанская стрелковая бригада (2Турк. к)                                                                                  | |      |
| 13-й Туркестанский стрелковый полк                                                                                                 | |      |
| 14-й Туркестанский стрелковый генерал-адъютанта Скобелева полк                                                                     | |      |
| 15-й Туркестанский стрелковый полк                                                                                                 | |      |
| 16-й Туркестанский стрелковый полк                                                                                                 | |      |
| - 5-я Туркестанская стрелковая бригада (2Турк. к)                                                                                  | |      |
| 17-й Туркестанский стрелковый полк                                                                                                 | |      |
| 18-й Туркестанский стрелковый полк                                                                                                 | |      |
| 19-й Туркестанский стрелковый полк                                                                                                 | |      |
| - 6-я Туркестанская стрелковая бригада (Туркестанский ВО)                                                                          | |      |
| 20-й Туркестанский стрелковый полк                                                                                                 | |      |
| 21-й Туркестанский стрелковый полк                                                                                                 | |      |
| 22-й Туркестанский стрелковый полк                                                                                                 | |      |

## Прочие пехотные части
| Соединение (высшее соединение), Часть                                                                | Основан           |  |
| --- | ----------------- |  |
| - 1-я Кубанская пластунская бригада (1 Кавк. АК)                                                     |                   |  |
| 1-й Кубанский пластунский Генерал-Фельдмаршала Великого Князя Михаила Николаевича батальон           |                   |  |
| 2-й Кубанский пластунский Её Императорского Высочества Великой Княжны Ольги Николаевны батальон      |                   |  |
| 3-й Кубанский пластунский Его Императорского Высочества Наследника Цесаревича батальон               |                   |  |
| 4-й Кубанский пластунский Его Императорского Высочества Великого Князя Георгия Михайловича батальон  |                   |  |
| 5-й Кубанский пластунский Его Императорского Высочества Великого Князя Бориса Владимировича батальон |                   |  |
| 6-й Кубанский пластунский Его Величества батальон                                                    | 10 июня 1892 года |  |
| Георгиевский батальон для охраны Ставки Верховного главнокомандующего                                | 1915 год          |  |

## Кавалерийские части
| Соединение (высшее соединение), Часть | Основан |
| --- | --- |
| - 1-я кавалерийская дивизия (Гренад. корп.) (штаб г. Москва) | |
| 1-й лейб-драгунский Московский Императора Петра Великого полк (кв. г. Тверь)                                                                                             | 1700 — драгунский Гулица (1708) |
| 1-й уланский Санкт-Петербургский генерал-фельдмаршала князя Меншикова полк (кв. г. Ржев)                                                                                 | 1707 — драгунский Гешова лейб-регимент (1721) (кв. г. Ржев) |
| 1-й гусарский Сумской генерала Сеславина полк (кв. г. Москва) | 1651 — слободской казачий Сумской |
| 1-й Донской казачий генералиссимуса князя Суворова полк (кв. г. Москва)                                                                                                  | |
| - 2-я кавалерийская дивизия (2ак) (штаб г. Сувалки) | |
| 2-й лейб-драгунский Псковский Её Величества Государыни Императрицы Марии Феодоровны полк (кв. г. Сувалки)                                                                | 1668 — слободской «компанейский» Северский |
| 2-й лейб-уланский Курляндский Императора Александра II полк (кв. г. Кальвария, Сувалкск. губ.)                                                                           | 1803 |
| 2-й лейб-гусарский Павлоградский Императора Александра III полк (кв. г. Сувалки)                                                                                         | 1764 — Днепровский пикинёрный (1783) |
| 2-й Донской казачий Е. И. В. Наследника Цесаревича полк (кв. г. Августов, Сувалкск. губ.)                                                                                | 1871 — Высочайше утверждено положение о регалиях и старшинстве казачьих войсковых частей; 1904 — присвоено имя генерала Сысоева; янв.1914 — присвоено шефство Наследника Цесаревича |
| - 3-я кавалерийская дивизия (3ак) (штаб г. Ковна) | |
| 3-й драгунский Новороссийский Е. И. В. Великой Княгини Елены Владимировны полк (кв. г. Ковна)                                                                            | 1803 |
| 3-й уланский Смоленский Императора Александра III полк (кв. Александровский штаб близ Волковышек, Сувал. губ.)                                                           | 1708 — драгунский Рославский (1765) |
| 3-й гусарский Елисаветградский Е. И. В. Великой Княжны Ольги Николаевны полк (кв. Ольгин штаб, близ Мариамполя, Сувалск. губ.)                                           | 1764 |
| 3-й Донской казачий Ермака Тимофеевича полк (кв. г. Видьна) | 1872 — с Дона на службу командирован очередной Донской казачий № 32 полк; 1904 — присвоено имя атамана Ермака Тимофеева |
| - 4-я кавалерийская дивизия (6ак) (штаб г. Белосток, Гродненск. губ.) | |
| 4-й драгунский Новотроицко-Екатеринославский генерал-фельдмаршала князя Потёмкина-Таврического полк (кв. Потемкинский штаб, близ п. Граева, Щучинск. у., Ломжинск. губ.) | 1708 — драгунский Кропотова, с 1708 года — Новотроицкий (1783) |
| 4-й уланский Харьковский полк (кв. г. Белосток, Гродненск. губ.) | 1651 — слободской казачий Харьковский |
| 4-й гусарский Мариупольский генерал-фельдмаршала князя Витгенштейна полк (кв. г. Белосток, Гродненск. губ.)                                                              | 1748 — Бахмутский слободской казачий (1801) |
| 4-й Донской казачий графа Платова полк (кв. г. Щучин, Ломжинск. губ.) | 1871 — Высочайше утверждено положение о регалиях и старшинстве казачьих войсковых частей; 1904 — присвоено имя графа Платова |
| - 5-я кавалерийская дивизия (16ак) (штаб г. Самара) | |
| 5-й драгунский Каргопольский полк (кв. г. Казань) | 1707 |
| 5-й уланский Литовский Его Величества Короля Виктора Эммануила III полк (кв. г. Симбирск)                                                                                | 1803— Конно-Польский (1810) |
| 5-й гусарский Александрийский Её Величества Государыни Императрицы Александры Феодоровны полк (кв. г. Самара)                                                            | 1776 — Далматский гусарский (1790) |
| 5-й Донской казачий войскового атамана Власова полк (кв. г. Балашев) | 1871 — Высочайше утверждено положение о регалиях и старшинстве казачьих войсковых частей; 1904 — присвоено имя войскового атамана Власова |
| - 6-я кавалерийская дивизия (15ак) (штаб г. Цеханов, Плоцкой губ., врем. г. Варшава)                                                                                     | |
| 6-й драгунский Глуховский Императрицы Екатерины Великой полк (кв. Нижегородский Штаб, близ г. Остроленки, Ломжинск. губ.)                                                | 1786 |
| 6-й уланский Волынский полк (кв. врем. г. Ломжа) | 1807 |
| 6-й гусарский Клястицкий Генерала Кульнева, ныне Его Королевского Высочества Великого Герцога Гессенского Эрнста-Людвига полк (кв. врем. г. Млава, Плоцкой губ.)         | 1806 — Гродненский гусарский (1824) Прославленный Кульневым Гродненский гусарский полк наименован Клястицким в память боя, где во главе его не стало этого русского Баярда |
| 6-й Донской казачий генерала Краснощекова полк (кв. г. Прасныш, Плоцкой губ.)                                                                                            | 1871 — Высочайше утверждено положение о регалиях и старшинстве казачьих войсковых частей; 1904 — присвоено имя генерала Краснощекова |
| - 7-я кавалерийская дивизия (19ак) (штаб. г. Влад.-Волынск, Волынск. губ.)                                                                                               | |
| 7-й драгунский Кинбурнский полк (г. Ковель, Волынск. губ.) | 1798 — драгунский Шрейдера (1801) |
| 7-й уланский Ольвиопольский Короля Испанского Альфонса XIII полк (кв. Грубешов, Люблинск. губ.)                                                                          | 1812 — 1-й Украинский уланский (1830) |
| 7-й гусарский Белорусский Императора Александра I полк (кв. г. Владимир-Волынск, Волынск. губ.)                                                                          | 1803 |
| 11-й Донской казачий генерала от кавалерии графа Денисова полк (кв. г. Владимир-Волынск)                                                                                 | |
| - 8-я кавалерийская дивизия (8ак) (штаб г. Кишинев) | |
| 8-й драгунский Астраханский генерал-фельдмаршала Великого Князя Николая Николаевича полк (кв. г. Тирасполь, Херсонск. губ.)                                              | 1811 |
| 8-й уланский Вознесенский Е. И. В. Великой Княжны Татианы Николаевны полк (кв. г. Бельцы, Бессарабской губ.)                                                             | 1812 — 4-й Украинский уланский (1830) |
| 8-й гусарский Лубенский полк (кв. г. Кишинев) | 1807 |
| 8-й Донской казачий генерала Иловайского 12-го полк (кв. г. Одесса) | Старшинство — 1570; 1904 — присвоено имя генерала Иловайского |
| - 9-я кавалерийская дивизия (9ак) (кв. г. Киев) | |
| 9-й драгунский Казанский Е. И. В. Великой Княжны Марии Николаевны полк (кв. г. Житомир, Киевск. губ.)                                                                    | 1701 — Кирасирский (1841) |
| 9-й уланский Бугский Е. К. В. Эрц-Герцога Австрийского Франца-Фердинанда полк (кв. м. Белая Церковь, Киевск. губ.)                                                       | 1812 — 3-й Украинский уланский (1830, ½) |
| 9-й гусарский Киевский генерал-фельдмаршала князя Николая Репнина полк (кв. г. Васильков, Киевск. губ.)                                                                  | 1668 — слободской «компанейский» Киевский |
| 1-й Уральский казачий полк (кв. г. Киев) | 1878 |
| - 10-я кавалерийская дивизия (10ак) (штаб г. Харьков) | |
| 10-й драгунский Новгородский Его Величества Короля Виртембергского полк (кв. г. Сумы, Харьковск. губ.)                                                                   | 1811 |
| 10-й уланский Одесский полк (кв. г. Ахтырка, Харьковск. губ.) | 1812 — 3-й Украинский уланский (1830, ½) |
| 10-й гусарский Ингерманландский Его Королевского Высочества Великого Герцога Саксен-Веймарского полк (кв. г. Чугуев, Харьковск. губ.)                                    | 1704 |
| 1-й Оренбургский казачий Е. И. В. Наследника Цесаревича полк (кв. г. Харьков)                                                                                            | 1871 — Высочайше утверждено положение о регалиях и старшинстве казачьих войсковых частей |
| - 11-я кавалерийская дивизия (11ак) (штаб г. Дубно, Волынск. губ.) | |
| 11-й драгунский Рижский полк (кв. г. Кремец, Волынск. губ.) | 1709 — гренадерский князя Кропоткина, 1725-27 — драгунский Хлопова (1727) |
| 11-й уланский Чугуевский Её Величества Государыни Императрицы Марии Феодоровны полк (кв. г. Дубно, Волынск. губ.)                                                        | 1733 — Чугуевский полк калмыков, 1749 — Чугуевский слободской казачий (?) (1808) |
| 11-й гусарский Изюмский Генерала Дорохова, ныне Его Королевского Высочества Принца Генриха Прусского полк (кв. г. Луцк, Волынск. губ.)                                   | 1651 — слободской казачий Изюмский |
| 12-й Донской казачий генерал-фельдмаршала князя Потёмкина-Таврического полк (кв. м. Радзивиллов, Волынск. губ.)                                                          | 1871 — Высочайше утверждено положение о регалиях и старшинстве казачьих войсковых частей; 1904 — присвоено имя генерал-фельдмаршала князя Потёмкина-Таврического |
| - 12-я кавалерийская дивизия (12ак) (штаб г. Проскуров, Подолск. губ.)                                                                                                   | |
| 12-й драгунский Стародубовский полк (кв. м. Волочиск) | 1785 |
| 12-й уланский Белгородский Его Величества Императора Австрийского Короля Венгерского Франца Иосифа I полк (кв. г. Проскуров)                                             | 1701 — драгунский Девгерина (1826) |
| 12-й гусарский Ахтырский генерала Дениса Давыдова, ныне Е. И. В. Великой Княгини Ольги Александровны полк (кв. м. Межебужье, Подольск. губ.)                             | 1651 — слободской казачий Ахтырский |
| 3-й Уфимско-Самарский Оренбургский казачий полк (кв. м. Волочинск, Волынск. губ.)                                                                                        | 1871 — Высочайше утверждено положение о регалиях и старшинстве казачьих войсковых частей |
| - 13-я кавалерийская дивизия (14ак) (штаб г. Варшава) | |
| 13-й драгунский Военного Ордена генерал-фельдмаршала графа Миниха полк (кв. г. Гарволин, Седлецк. губ)                                                                   | 1709 — гренадерский фон-дер Роопа (1774) |
| 13-й уланский Владимирский полк (кв. г. Новоминск, Варшавск. губ) | 1701 — драгунский Жданова (1708) |
| 13-й гусарский Нарвский Его Императорского Королевского Величества Императора Германского Короля Прусского Вильгельма II полк (кв. г. Седлец)                            | 1705 — драгунский Пестова (1708) |
| 2-й Оренбургский казачий воеводы Нагого полк (кв. г. Варшава) | 1882 г. — Оренбургский казачий № 5-го полк, из сотен Оренбургского казачьего войска, принимавших участие в Ахалтекинской экспедиции (1882) |
| - 14-я кавалерийская дивизия (14ак) | |
| 14-й драгунский Малороссийский Наследного Принца Германского и Прусского полк (кв. г. Калиш)                                                                             | 1785 |
| 14-й уланский Ямбургский Е. И. В. Великой Княгини Марии Александровны полк                                                                                               | 1806 — Ямбургский драгунский (1826) |
| 14-й гусарский Митавский полк | 1805 — Митавский драгунский (1833) |
| 14-й Донской казачий войскового атамана Ефремова полк | 1871 — Высочайше утверждено положение о регалиях и старшинстве казачьих войсковых частей; 1904 — присвоено имя войскового атамана Ефремова |
| - 15-я кавалерийская дивизия (15ак) | |
| 15-й драгунский Переяславский Императора Александра III полк | 1856 1856 — из четырёх эскадронов, отделённых от Тверского драгунского и Новороссийского полков (1864) |
| 15-й уланский Татарский полк | 1891 — 46-й драгунский |
| 15-й гусарский Украинский Е. И. В. Великой Княгини Ксении Александровны полк                                                                                             | 1891 — 47-й драгунский |
| 3-й Уральский казачий полк | 1871 — Высочайше утверждено положение о регалиях и старшинстве казачьих войсковых частей |
| - Кавказская кавалерийская дивизия (2 Кавк. К) | 1865 |
| 16-й драгунский Тверской Е. И. В. Наследника Цесаревича полк | 1798 — кирасирский Цорна (1801) |
| 17-й драгунский Нижегородский Его Величества полк | 1701 — драгунский Морелия (1708) |
| 18-й драгунский Северский Короля Христиана IX Датского полк | 1856 |
| 1-й Сунженско-Владикавказский генерала Слепцова полк Терского казачьего войска                                                                                           | 1832 |
| - 1-я Отдельная кавалерийская бригада (20ак) | |
| 19-й драгунский Архангелогородский полк | 1895 — 49-й драгунский полк |
| 16-й гусарский Иркутский Е. И. В. Великого Князя Николая Николаевича полк                                                                                                | 1895 — 50-й драгунский полк |
| - 2-я Отдельная кавалерийская бригада (13ак) | |
| 17-й гусарский Черниговский Е. И. В. Великого Князя Михаила Александровича полк                                                                                          | 1668 — слободской «компанейский» Черниговский, 1896 — 51-й драгунский |
| 18-й гусарский Нежинский полк | 1896 — 52-й драгунский |
| - 3-я Отдельная кавалерийская бригада (5ак) | |
| 16-й уланский Новоархангельский полк | 1897 — 53-й драгунский |
| 17-й уланский Новомиргородский полк | 1897 — 54-й драгунский |
| - 1-я Донская казачья дивизия (19ак) | |
| 9-й Донской казачий генерал-адъютанта графа Орлова-Денисова полк | |
| 10-й Донской казачий генерала Луковкина полк | |
| 13-й Донской казачий генерал-фельдмаршала князя Кутузова-Смоленского полк                                                                                                | |
| 15-й Донской казачий генерала Краснова 1-го полк | |
| - 2-я Сводная казачья дивизия (12ак) | |
| 16-й Донской казачий генерала Грекова 8-го полк | 1904 — присвоено имя генерала Грекова 8-го |
| 17-й Донской казачий генерала Бакланова полк | 1904 — присвоено имя генерала Бакланова |
| 1-й Линейный генерала Вельяминова полк Кубанского казачьего войска (г. Каменец-Подольск)                                                                                 | 1858 г. — 2-й Урупский полк Кавказского линейного казачьего войска. |
| 1-й Волгский полк Терского казачьего войска (кв. г. Каменец-Подольск) | |
| - 1-я Кавказская казачья дивизия (1 Кавк. К) | |
| 1-й Кубанский генерал-фельдмаршала Великого Князя Михаила Николаевича полк Кубанского казачьего войска (кв. ст. Каракурт Карск. обл.)                                    | |
| 1-й Уманский бригадира Головатого полк Кубанского казачьего войска (кв. г. Карс)                                                                                         | |
| 1-й Хопёрский Е. И. В. Великой Княгини Анастасии Михайловны полк Кубанского казачьего войска (кв. г. Кутаис)                                                             | 1696 |
| 1-й Горско-Моздокский генерал Круковского полк Терского казачьего войска (кв. г. Урмия, в Персии)                                                                        | 1732, 1765 — Моздокская горская команда, из дружественных кабардинцев (1824) |
| - 2-я Кавказская казачья дивизия (2 Кавк. К) | |
| 1-й Черноморский полковника Бурсака 2-го полк Кубанского казачьего войска (кв. уроч. Джалал-Оглы, Тифлиск. губ.)                                                         | |
| 1-й Полтавский кошевого атамана Сидора Белого полк Кубанского казачьего войска (кв. г. Эривань)                                                                          | |
| 1-й Лабинский генерала Засса полк Кубанского казачьего войска (кв. г. Еленендорф)                                                                                        | |
| 1-й Запорожский Императрицы Екатерины Великой полк Кубанского казачьего войска кв. г. Кагызман, Карск. обл.)                                                             | |
| - 3-я Кавказская казачья дивизия (3 Кавк. К) | |
| 1-й Екатеринодарский кошевого атамана Чепеги полк Кубанского казачьего войска (кв. г. Екатеринодар)                                                                      | |
| Осетинский конный дивизион | 26 октября 1891 года |
| 1-й Кизляро-Гребенский генерала Ермолова полк Терского казачьего войска                                                                                                  | |
| Дагестанский конный полк | |
| - Закаспийская казачья бригада (2 Турк. К) | |
| 1-й Таманский генерала Бескровного полк Кубанского казачьего войска (кв. г. Асхабад)                                                                                     | |
| 1-й Кавказский генерал-фельдмаршала князя Потёмкина-Таврического полк Кубанского казачьего войска (г. Мерв)                                                              | |
| Туркменский конный дивизион | |
| - 1-я Туркестанская казачья дивизия (1 Турк. К) | |
| 2-й Уральский казачий полк | |
| 4-й Исетско-Ставропольский Оренбургский казачий полк (кв. г. Керхах) | |
| 5-й Оренбургский казачий атамана Могутова полк (кв. г. Ташкент) | |
| 6-й Оренбургский казачий атамана Углецкого полк (кв. г. Скобелев) | |
| 1-й Семиреченский казачий генерала Колпаковского полк | |
| - Сибирская казачья бригада (Туркестанский ВО) | |
| 1-й Сибирский казачий Ермака Тимофеевича полк | |
| 2-й Сибирский казачий полк | |
| - Забайкальская казачья бригада (2 Сиб. К) | |
| 1-й Верхнеудинский полк Забайкальского казачьего войска | |
| 1-й Читинский полк Забайкальского казачьего войска | |
| 1-й Аргунский полк Забайкальского казачьего войска | |
| - Уссурийская отдельная конная бригада (1 Сиб. К) | |
| Приморский драгунский полк | 1896 — драгунский дивизион (1898) |
| 1-й Нерчинский полк Забайкальского казачьего войска | |
| 1-й Амурский казачий генерал-адъютанта графа Муравьёва-Амурского полк | |
| Уссурийский казачий дивизион | |
| - Отдельные полки и сотни, вне состава дивизий до войны | |
| 20-й драгунский Финляндский полк (22ак) | 1901 — 55-й драгунский |
| Крымский конный Е. И. В. Государыни Императрицы Александры Феодоровны полк (7ак)                                                                                         | 1903 — Крымский конный дивизион (1909) |
| 7-й Донской казачий войскового атамана Денисова полк | постоянный полк действительной службы из молодёжи Черкасского и Таганрогского округов; сформирован на кадрах прежнего 28-го Донского казачьего полка; имел Георгиевское знамя за 1812 г; 1871 — Высочайше утверждено положение о регалиях и старшинстве казачьих войсковых частей; 1904 — по Высочайшему указу, ради сохранения «несмертельной» памяти об атамане Адрияне Карповиче Денисове", полк был наделён его вечным почётным шефовством и от 1904 г. стал именоваться «7-й Донской казачий Войскового атамана Денисова полк»; 1908 — указом от 6 декабря 1908 г. «в награду за верную и ревностную службу, в ознаменование особого монаршего благоволения» введены в форму белевые петлицы |
| 1-й Астраханский казачий полк (16ак) | |
| 3-й Сибирский казачий полк | |
| Кубанский казачий дивизион Кубанского казачьего войска (Варшавский ВО)                                                                                                   | |
| Оренбургский казачий дивизион (22ак) (г. Гельсингфорс) | |
| 1-я Донская казачья отдельная сотня | |
| 2-я Донская казачья отдельная сотня | |
| 3-я Донская казачья отдельная сотня | 1887 год. Располагалась в Юзовке Бахмутского уезда Екатеринославской губернии для охраны порядка в крупном промышленном центре. |
| 4-я Донская казачья отдельная сотня | |
| 5-я Донская казачья отдельная сотня | |
| 6-я Донская казачья отдельная сотня | |
| 1-я Оренбургская казачья отдельная сотня | |
| 2-я Оренбургская казачья отдельная сотня | |
| Иркутская казачья сотня | |
| Красноярская казачья сотня | 1871 |
| - 1-я бригада кавалерийского запаса | |
| 2-й Запасной кавалерийский полк | |
| 4-й Запасной кавалерийский полк | |
| 6-й Запасной кавалерийский полк | |
| - 2-я бригада кавалерийского запаса | |
| 1-й Запасной кавалерийский полк | |
| 3-й Запасной кавалерийский полк | |
| 7-й Запасной кавалерийский полк | |
| - 3-я бригада кавалерийского запаса | |
| 5-й Запасной кавалерийский полк | |
| 8-й Запасной кавалерийский полк | |
| Кавказский запасной кавалерийский дивизион | 1883 |

## Артиллерия и инженерные войска
| Артиллерия                                                                 |                              |
| - 27-й артиллерийский парк                                                 | 1807                         |
| - 1-я Гренадерская генерал-фельдмаршала графа Брюса артиллерийская бригада |                              |
| - 2-я Гренадерская артиллерийская бригада                                  |                              |
| - 3-я Гренадерская артиллерийская бригада                                  | 1811                         |
| - Кавказская Гренадерская артиллерийская бригада                           | 1819                         |
| - Гренадерский мортирный дивизион                                          | 1910                         |
| Инженеры                                                                   |                              |
| - Гренадерский сапёрный Е. И. В. Великого Князя Петра Николаевича батальон | 1797 — Пионерный полк (1816) |
| - Одесский морской батальон                                                | 1904                         |

## Жандармские эскадроны
| Соединение, часть                  | Основан |
| ---------------------------------- | ------- |
| - 1-й полевой жандармский эскадрон | 1861    |
| - 2-й полевой жандармский эскадрон |         |
| - 3-й полевой жандармский эскадрон |         |
| - 4-й полевой жандармский эскадрон |         |
| - 5-й полевой жандармский эскадрон |         |
| - 6-й полевой жандармский эскадрон |         |

## 2-я очередь
При мобилизации 18 июля 1914 года были развёрнуты полки 2-й очереди.

Второочередная дивизия представляла собой весьма точный сколок со своей первоочередной, что вполне естественно: одна плоть, одна кровь, один дух. Она была как бы ухудшенным её изданием, что тоже понятно: полки велись старшими штаб-офицерами, батальоны — ротными командирами, роты — младшими офицерами первоочередных полков, вынужденными приобретать под огнем недостававший им командный навык и опыт. Затем офицеры не знали солдат, а эти последние не знали не только своих офицеров, но и друг друга. Это отсутствие спайки и было ахиллесовой пятой наших второочередных частей.
— [militera.lib.ru/h/kersnovsky1/17.html А. А. Керсновский. История Русской армии]
- 53-я пехотная дивизия — 209-й Богородский, 210-й Бронницкий, 211-й Никольский, 212-й Романовский;
- 54-я — 213-й Устюгский, 214-й Кремлёвский, 215-й Сухаревский, 216-й Осташковский;
- 55-я — 217-й Ковровский, 218-й Горбатовский, 219-й Котельнический, 220-й Скопинский;
- 56-я — 221-й Рославльский, 222-й Краснинский, 223-й Одоевский, 224-й Юхновский;
- 57-я — 225-й Ливенский, 226-й Землянский, 227-й Епифанский, 228-й Задонский;
- 58-я — 229-й Сквирский, 230-й Новоград-Волынский, 231-й Дрогичинский, 232-й Радомысльский;
- 59-я — 233-й Старобельский, 234-й Богучарский, 235-й Белебеевский, 236-й Борисоглебский;
- 60-я — 237-й Грайворонский, 238-й Ветлужский, 239-й Константиноградский, 240-й Ваврский;
- 61-я — 241-й Седлецкий, 242-й Луковский, 243-й Холмский, 244-й Красноставский;
- 62-я — 245-й Бердянский, 246-й Бахчисарайский, 247-й Мариупольский, 248-й Славяносербский;
- 63-я — 249-й Дунайский, 250-й Ба́лтинский, 251-й Ставучанский, 252-й Хотинский;
- 64-я — 253-й Перекопский, 254-й Николаевский, 255-й Аккерманский, 256-й Елисаветградский;
- 65-я — 257-й Евпаторийский, 258-й Кишинёвский, 259-й Ольгопольский, 260-й Брацлавский;
- 66-я — 261-й Ахульгинский, 262-й Грозненский, 263-й Гунибский, 264-й Георгиевский;
- 67-я — 265-й Вышневолоцкий, 266-й Пореченский. 267-й Духовщинский, 268-й Пошехонский;
- 68-я — 269-й Новоржевский, 270-й Гатчинский, 271-й Красносельский, 272-й Гдовский;
- 69-я — 273-й Богодуховский, 274-й Изюмский, 275-й Лебединский, 276-й Купянский;
- 70-я — 277-й Переяславский, 278-й Кромский, 279-й Лохвицкий, 280-й Сурский;
- 71-я — 281-й Новомосковский, 282-й Александрийский, 283-й Павлоградский, 284-й Венгровский;
- 72-я — 285-й Мценский, 286-й Кирсановский, 287-й Тарусский, 288-й Куликовский;
- 73-я — 289-й Коротоякский, 290-й Валуйский, 291-й Трубчевский, 292-й Малоархангельский;
- 74-я — 293-й Ижорский, 294-й Березинский, 295-й Свирский, 296-й Грязовецкий;
- 75-я — 297-й Ковельский, 298-й Мстиславский, 299-й Дубненский, 300-й Заславский;
- 76-я — 301-й Бобруйский, 302-й Суражский, 303-й Сенненский, 304-й Новгород-Северский;
- 77-я — 305-й Лаишевский, 306-й Мокшанский, 307-й Спасский, 308-й Чебоксарский;
- 78-я — 309-й Овручский, 310-й Шацкий, 311-й Кременецкий, 312-й Васильковский;
- 79-я — 313-й Балашовский, 314-й Новооскольский, 315-й Глуховский, 316-й Хвалынский;
- 80-я — 317-й Дрисский, 318-й Черноярский, 319-й Бугульминский, 320-й Чембарский;
- 81-я — 321-й Окский, 322-й Солигаличский, 323-й Юрьевецкий, 324-й Клязьминский;
- 82-я — 325-й Царевский, 326-й Белгорайский, 327-й Корсунский, 328-й Новоузенский;
- 83-я — 329-й Бузулукский, 330-й Златоустовский, 331-й Орский, 332-й Обоянский;
- 84-я — 333-й Глазовский, 334-й Ирбитский, 335-й Анапский, 336-й Челябинский.
  - Полк Офицерской стрелковой школы (2-батальонного состава).

Сибирские стрелковые полки:
- 12-я Сибирская стрелковая дивизия — 45-й, 46-й, 47-й, 48-й;
- 13-я Сибирская стрелковая дивизия — 49-й, 50-й, 51-й, 52-й;
- 14-я Сибирская стрелковая дивизия — 53-й, 54-й, 55-й, 56-й.
  - Полк Офицерской кавалерийской школы (4-эскадронного состава).
  - Конная батарея Офицерской артиллерийской школы (4 орудия)

Кавказские туземные конные полки:
- Кавказская туземная конная дивизия:
  - Кабардинский, 2-й Дагестанский, Татарский, Чеченский, Черкесский, Ингушский (в 4 эскадрона).

Донские казачьи полки:
- 2-й очереди: 18-й, 19-й, 20-й, 21-й, 22-й, 23-й, 24-й, 25-й, 26-й, 27-й, 28-й, 29-й, 30-й, 31-й, 32-й, 33-й, 34-й
- 3-й очереди: 35-й, 36-й, 37-й, 38-й, 39-й, 40-й, 41-й, 42-й, 43-й, 44-й, 45-й, 46-й, 47-й, 48-й, 49-й, 50-й, 51-й, 52-й, 53-й, 54-й, 55-й, 56-й, 57-й и 58-й.

Кубанские казачьи полки: 2-й и 3-й Кубанские, 2-й и 3-й Таманские, 2-й и 3-й Екатеринодарские, 2-й и 3-й Полтавские, 2-й в 3-й Хопёрские, 2-й и 3-й Запорожские, 2-й и 3-й Лабинские, 2-й и 3-й Уманские, 2-й и 3-й Кавказские, 2-й и 3-й Линейные, 2-й и 3-й Черноморские
Терские казачьи полки: ** 2-й и 3-й Кизляро-Гребенские, 2-й и 3-й Горско-Моздокские, 2-й и 3-й Сунженско-Владикавказские, 2-й и 3-й Волгские.
Астраханские казачьи полки: 2-й и 3-й.
Уральские казачьи полки: 4-й, 5-й, 6-й, 7-й, 8-й, 9-й
Оренбургские казачьи полки: 7-й. 8-й, 9-й, 10-й, 11-й, 12-й, 13-й, 14-й, 15-й, 16-й, 17-й, 18-й
Сибирские казачьи полки: ** 4-й, 5-й, 6-й, 7-й, 8-й, 9-й
Семиреченские казачьи полки: 2-й, 3-й
Забайкальские казачьи полки: 2-й и 3-й Верхнеудинские, 2-й Читинский, 2-й Нерчинский, 2-й Аргунский.
2-й Амурский казачий полк
Уссурийский казачий полк: (из дивизиона).
2-я Кубанская пластунская бригада: 7-й, 8-й, 9-й, 10-й, 11-й, 12-й Кубанские пластунские батальоны.
3-я Кубанская пластунская бригада: 13-й, 14-й, 15-й, 16-й, 17-й, 18-й Кубанские пластунские батальоны
Терские пластунские батальоны: 1-й и 2-й.
Артиллерийские бригады:
- Армейские: 53-я, 54-я, 55-я, 56-я, 57-я, 58-я, 59-я, 60-я, 61-я, 62-я, 63-я, 64-я, 65-я, 66-я, 67-я, 68-я, 69-я, 70-я, 71-я, 72-я, 73-я, 74-я, 75-я, 76-я, 77-я, 78-я, 79-я, 80-я, 81-я, 82-я, 83-я, 84-я;
- Сибирские: 12-я, 13-я, 14-я;
- Заамурские: 1-я и 2-я.

Финляндский стрелковый артиллерийский дивизион (из дивизиона 50-й артиллерийской бригады);
Отдельные тяжёлые дивизионы: 1-й, 2-й, 3-й, 4-й, 5-й, 6-й, 7-й, 8-й;
Казачьи батареи:
- Донские: 8-я, 9-я, 10-я, 11-я, 12-я, 13-я, 14-я, 15-я, 16-я, 17-я, 18-я, 19-я, 20-я, 21-я
- Оренбургские: 4-я, 5-я, 6-я;
- Забайкальские: 3-я и 4-я.
  - 6-й Сибирский сапёрный батальон.
  - Железнодорожные батальоны: 11-й, 12-й, 13-й, 14-й, 15-й, 16-й, 17-й;
  - Сибирские железнодорожные батальоны: 4-й и 5-й.

В конце 1914 года были сформированы:
- 3-я Кавказская стрелковая дивизия — 9-й, 10-й, 11-й и 12-й Кавказские стрелковые полки,
  - 23-й Туркменский стрелковый полк,
  - 3-й Кавказский стрелковый артиллерийский дивизион,
  - 6-й Сибирский мортирный дивизион.
  - Кубанские пластунские батальоны — 13-й, 14-й, 15-й, 16-й, 17-й, 18-й.

## 3-я очередь
Весной 1915 года начато было формирование дивизий 3-й очереди, длившееся очень долго. На формирование одной дивизии 3-й очереди шло обычно две бригады государственного ополчения. 114-я, 118-я и 119-я, раньше всех готовые, погибли уже в августе 1915 года в Новогеоргиевске, так и не закончив своего формирования. А 122-я была развёрнута только осенью 1916 года — уже после выступления Румынии — значительно позже всех.

Что касается дивизий 3-й очереди, сформированных в 1915—1916 годах из ополчения и новобранцев, то при оценке их боевой работы надо руководствоваться иными соображениями, нежели при оценке второочередных. Эти войска не могли получить духовного наследия старых полков, не будучи с ними связаны кровно. Определяющим началом здесь были: во-первых, командиры, во-вторых, та среда, в которой этим полкам с четырёхсотыми номерами пришлось сделать свои первые шаги и дать свои первые бои. Обстановка победоносного Брусиловского наступления сильно разнилась от унылого сидения в окопах на севере.— [militera.lib.ru/h/kersnovsky1/17.html А. А. Керсновский. История Русской армии]
Пехота (наименования полков приведены согласно приказам Верховного главнокомандующего от 23 июля 1915 № 627 и от 7 августа 1915 № 683):
100-я пехотная дивизия — 397-й Запорожский, 398-й Нижне-Днепровский, 399-й Никопольский, 400-й Хортицкий;
101-я — 401-й Карачевский, 402-й Усть-Медведицкий, 403-й Вольский, 404-й Камышинский;
102-я — 405-й Льговский, 406-й Щигровский, 407-й Саранский, 408-й Кузнецкий;
103-я — 409-й Новохопёрский, 410-й Усманский, 411-й Сумский, 412-й Славянский;
104-я — 413-й Порховский, 414-й Торопецкий, 415-й Бахмутский, 416-й Верхнеднепровский;
105-я — 417-й Луганский, 418-й Александровский, 419-й Аткарский, 420-й Сердобский;
106-я — 421-й Царскосельский, 422-й Колпинский, 423-й Лужский, 424-й Чудской;
107-я — 425-й Каргопольский, 426-й Повенецкий, 427-й Пудожский (изначально — Зубцовский), 428-й Лодейнопольский (изначально — Старицкий);
108-я — 429-й Рижский, 430-й Валкский, 431-й Тихвинский, 432-й Валдайский;
109-я — 433-й Новгородский, 434-й Череповецкий, 435-й Ямбургский, 436-й Новоладожский;
110-я — 437-й Сестрорецкий, 438-й Охтенский, 439-й Илецкий, 440-й Бугурусланский;
111-я — 441-й Тверской, 442-й Кашинский, 443-й Соснинский, 444-й Дмитровский;
112-я — 445-й Темниковский, 446-й Цнинский, 447-й Белгородский, 448-й Фатежский;
113-я — 449-й Харьковский (изначально — Елатомский), 450-й Змиевский (изначально — Кадомский), 451-й Пирятинский (изначально — Слуцкий), 452-й Кролевецкий (изначально — Игуменский);
114-я — 453-й Пронский, 454-й Егорьевский, 455-й Зушинский, 456-й Новосильский;
115-я — 457-й Корочанский (изначально — Летичевский), 458-й Суджанский (изначально — Варнавинский), 459-й Миропольский, 460-й Тимский;
116-я — 461-й Зубцовский (изначально — Козельский), 462-й Старицкий (изначально — Масальский), 463-й Краснохолмский (изначально — Тотемский), 464-й Селигерский (изначально — Пудожский);
117-я — 465-й Уржумский (изначально — Сычевский), 466-й Малмыжский (изначально — Енотаевский), 467-й Кинбурнский (изначально — Рогачевский), 468-й Нарымский (изначально — Арзамасский);
118-я — 469-й Арзамасский (изначально — Гродненский), 470-й Данковский (изначально — Борисовский), 471-й Козельский (изначально — Медынский), 472-й Масальский (изначально — Данковский);
119-я — 473-й Бирючский, 474-й Иртышский, 475-й Касимовский, 476-й Змеиногорский;
120-я — 477-й Калязинский, 478-й Торжокский, 479-й Кадниковский (изначально — Мещовский), 480-й Даниловский (изначально — Жиздринский);
121-я — 481-й Мещовский (изначально — Кадниковский), 482-й Жиздринский (изначально — Даниловский), 483-й Обдорский, 484-й Бирский;
122-я — 485-й Еланский (изначально — Гжатский), 486-й Верхнемедведицкий (изначально — Ельнинский), 487-й Дубровский (изначально — Яренский), 488-й Острогожский (изначально — Великоустюжский);
123-я — 489-й Рыбинский, 490-й Ржевский, 491-й Варнавинский (изначально — Буйский), 492-й Барнаульский (изначально — Весьегонский);
124-я — 493-й Клинский, 494-й Верейский, 495-й Ковенский, 496-й Вилькомирский;
125-я — 497-й Белецкий, 498-й Оргеевский, 499-й Ольвиопольский, 500-й Ингульский (и при нём чехословацкая дружина).
126-я — 501-й Сарапульский, 502-й Чистопольский, 503-й Чигиринский, 504-й Верхне-Уральский;
127-я — 505-й Староконстантиновский, 506-й Почаевский, 507-й Режицкий, 508-й Черкасский.
3-я Заамурская пехотная дивизия — 7-й, 8-й, 9-й, 10-й Заамурские пехотные полки.
4-я Кавказская стрелковая дивизия — 13-й, 14-й, 15-й, 16-й Кавказские стрелковые полки.
5-я Кавказская стрелковая дивизия — 17-й, 18-й, 19-й, 20-й Кавказские стрелковые полки.
6-я Кавказская стрелковая дивизия — 21-й, 22-й, 23-й, 24-й Кавказские стрелковые полки.
7-я Туркестанская стрелковая дивизия — 24-й, 25-й, 26-й, 27-й, 28-й Туркестанские стрелковые полки.
8-я Туркестанская стрелковая бригада — 29-й, 30-й, 31-й, 32-й Туркестанские стрелковые полки (полки в 2 батальона).
9-я Туркестанская стрелковая бригада — 33-й, 34-й, 35-й, 36-й Туркестанские стрелковые полки (полки в 2 батальона).
Кроме того, сформированы:
Закавказские стрелковые полки: 1-й, 2-й, 3-й, 4-й.
Пограничные пехотные полки: 1-й Рыпинский, 2-й Калишский, 3-й Рижский, 4-й Неманский, (без номера) Проскуровский и Хотинский, 1-й, 2-й, 3-й, 4-й Кавказские.
Крепостные пехотные полки: 1-й и 2-й Свеаборгские, 1-й и 2-й Ревельские, 1-й и 2-й Карсские.
Конница:
Пограничные конные полки — 5-й Горджинский, 6-й Таурогенский, 7-й Вержболовский, 9-й Ломжинский, 10-й Рыпинский и без номера — Калишский, Сандомирский, Томашевский.[20]
Кавказские пограничные конные полки: 1-й, 2-й, 3-й, 4-й, 5-й, 6-й и 7-й.
Маньчжурский конный дивизион (бывший на Кавказском фронте).
Пограничные конные Петроградские Императора Александра III дивизионы: 1-й, 2-й, 3-й, 4-й. Прибалтийские конные полки: 1-й, 2-й, 3-й, 4-й, 5-й, 6-й.
Черноморские конные полки: 1-й, 2-й, 3-й, 4-й.
Артиллерия:
Артиллерийские бригады: 100-я, 101-я, 102-я, 104-я, 105-я, 108-я, 109-я, 110-я, 111-я, 113-Я, 115-я, 124-я, 125-я, 126-я, 127-я.
Пограничные: 3-я Заамурская, 4-я и 5-я Кавказские, 7-я Туркменская.
Отдельные артиллерийские дивизионы: 103-й, 106-й, 107-й, 112-й, 114-й, 116-й, 117-й, 118-й, 119-й, 120-й, 121-й, 122-й, 123-й;
Кавказский конно-горный пограничный дивизион;
Конно-горные артиллерийские дивизионы: 1-й и 2-й;
Конные батареи: 24-я и 25-я;
Тяжёлые артиллерийские бригады: 1-я, 2-я, 3-я, 4-я, 5-я, 6-я, 7-я, 8-я, 9-я, 10-я, 11-я, 12-я;
Отдельные мортирные дивизионы: Лейб-Гвардии 2-й, 26-й, 27-й, 28-й, 29-й, 30-й, 31-й, 32-й, 33-й, 34-й, 35-й, Зб-й, 37-й, 38-й, 39-й и 40-й. Сапёрные батальоны: 26-й, 27-й, 28-й, 29-й, 30-й, 31-й, 32-й, 33-й, 34-й и 35-й.

## 4-я очередь
Образованные зимой 1916/17 годов низкокачественные дивизии 4-й очереди были мертворождёнными. Протекай кампания 1917 года в нормальных условиях, они все равно ничем бы себя не проявили. Противоестественной системе формирования дивизий 4-й очереди соответствовала хаотическая система наименований полков.

Истощив весь запас уездных городов на третьеочередных дивизиях, столоначальники из Главного штаба принялись за горные хребты, почтовые тракты, заштатные захолустья, ошеломляя войска дикими названиями, создавая полки Ворохтенский, Нерехтский, Прешканский, Тихобужский, Стерлитамакский, десятки других, произнести которые солдату не было никакой возможности… Гораздо удачнее были даваемые по почину строевого начальства имена славных дел и побед 1914—1916 годов, которые фронтовые корпуса передавали формировавшимся при них дивизиям 4-й очереди. После революции ряд полков изменил по собственному почину безобразные имена — в память былых побед.
— Керсновский А.А. [militera.lib.ru/h/kersnovsky1/17.html История Русской армии, Часть IV, Глава XVII]. — М.: Эксмо, 2006. — С. 205—212. — ISBN 5-699-18397-3.
Гренадерские полки (наименования полков приведены согласно приказу Начальника штаба Верховного главнокомандующего от 20 февраля 1917 № 274 и приказу Верховного главнокомандующего от 4 апреля 1917 № 79):
- 5-я гренадерская дивизия (при Гренадерском корпусе) — 17-й Аладжинский, 18-й Карсский, 19-й Плевненский, 20-й Базарджикский;
- 6-я гренадерская дивизия (при XXV армейском корпусе) — гренадерские полки: 21-й Румянцевский, 22-й Суворовский, пехотные полки: 607-й Млыновский, 608-й Олыкский;
- 2-я Кавказская гренадерская дивизия (при II Кавказском корпусе) — гренадерские полки: 23-й Манглисский, 24-й Навтлугский, пехотные полки: 703-й Сурамский, 704-й Рионский;

Пехотные полки (наименования полков приведены согласно Высочайше утверждённому 21 декабря 1916 года перечню наименований, приказу Начальника штаба Верховного главнокомандующего от 14 марта 1917 № 415 и приказу Верховного главнокомандующего от 4 апреля 1917 № 79):
- 128-я пехотная дивизия (при XIII армейском корпусе) — 509-й Гжатский, 510-й Волховский, 511-й Сычевский, 512-й Дисненский;
- 129-я пехотная дивизия (при Х корпусе) — 513-й Холмогорский, 514-й Мурманский, 515-й Пинежский, 516-й Мезенский;
- 130-я пехотная дивизия (при XXXI корпусе) — 517-й Батумский, 518-й Алашкертский, 519-й Кизлярский, 520-й Фокшанский;
- 131-я пехотная дивизия — 521-й, 522-й, 523-й, 524-й пехотные полки. В декабре 1916 года переименована в 15-ю Сибирскую стрелковую дивизию, полки переименованы в 57-й, 58-й, 59-й и 60-й Сибирские стрелковые полки;
- 132-я пехотная дивизия (при II Кавказском корпусе) — 525-й Кюрук-Даринский, 526-й Деве-Бойнинский, 527-й Бельбекский, 528-й Ямпольский;
- 133-я пехотная дивизия (при XX корпусе) — 529-й Ардатовский, 530-й Василь-Сурский, 531-й Сызранский, 532-й Волоколамский;
- 134-я пехотная дивизия (Могилёв) — 533-й Новониколаевский, 534-й Новокиевский, 535-й Липецкий, 536-й Ефремовский;
- 135-я пехотная дивизия (из Калужской пехотной бригады) — 537-й Лихвинский, 538-й Медынский, 539-й Боровский, 540-й Сухиничский;
- 136-я пехотная дивизия (из Витебской пехотной бригады; при XIV корпусе) — 541-й Велижский, 542-й Лепельский, 543-й Городокский, 544-й Себежский;
- 137-я пехотная дивизия (из Харьковской пехотной бригады) — 545-й Ахтырский, 546-й Волчанский, 547-й Северо-Донецкий, 548-й Чугуевский;
- 138-я пехотная дивизия (при XIV корпусе) — 549-й Борисовский, 550-й Игуменский, 551-й Великоустюжский, 552-й Сольвычегодский;
- с 139-й по 150-й пехотных дивизий не существовало;
- 151-я пехотная дивизия (при V корпусе) — 601-й Ландваровский, 602-й Лащовский, 603-й Нарочский, 604-й Вислинский;
- 152-я пехотная дивизия — переименована в 6-ю гренадерскую дивизию (приказ Начальника штаба Верховного главнокомандующего от 20 февраля 1917 № 274);
- 153-я пехотная дивизия (при XXXIV корпусе) — 609-й Красноуфимский, 610-й Мензелинский, 611-й Кунгурский, 612-й Чердынский;
- 154-я пехотная дивизия (при XXXIX корпусе) — 613-й Славутинский, 614-й Клеванский, 615-й Киверцкий, 616-й Рожищенский;
- 155-я пехотная дивизия (при VI корпусе) — 617-й Зборовский (первоначально — Тарнопольский), 618-й Тарнопольский (первоначально — Зборовский), 619-й Злочовский, 620-й Львовский;
- 156-я пехотная дивизия (при XVII корпусе) — 621-й Немировский, 622-й Сапановский, 623-й Козеницкий, 624-й Ново-Корчинский;
- 157-я пехотная дивизия (при XXXII корпусе) — 625-й Пляшевский, 626-й Берестечский, 627-й Шумский, 628-й Броды-Радзивиловский;
- 158-я пехотная дивизия — переименована в 22-ю Сибирскую стрелковую дивизию (приказ Начальника штаба Верховного главнокомандующего от 20 февраля 1917 № 274);
- 159-я пехотная дивизия (из 20-й и 108-й дивизий) — 633-й Ахалкалакский, 634-й Сарыкамышский, 635-й Киселинский, 636-й Сокальский;
- 160-я пехотная дивизия (при XVI корпусе) — 637-й Кагызманский, 638-й Ольтинский, 639-й Артвинский, 640-й Чорохский;
- 161-я пехотная дивизия (при I корпусе) — 641-й Тавдинский, 642-й Стерлитамакский, 643-й Соликамский, 644-й Верхотурский;
- 162-я пехотная дивизия (при III Кавказском корпусе) — 645-й Тарнавский, 646-й Санский, 647-й Сенявский, 648-й Долинский;
- 163-я пехотная дивизия (при VI корпусе) — 649-й Вельский, 650-й Тотемский, 651-й Шенкурский, 652-й Цильминский;
- 164-я пехотная дивизия (при XII корпусе) — 653-й Перемышльский, 654-й Рогатинский, 655-й Драгомирчанский, 656-й Богородчанский;
- 165-я пехотная дивизия (при XI корпусе) — 657-й Прутский, 658-й Карпатский, 659-й Буковинский, 660-й Черновицкий;
- 166-я пехотная дивизия (при XVIII корпусе) — 661-й Новоселицкий, 662-й Днестровский, 663-й Язловецкий, 664-й Снятынский;
- 167-я пехотная дивизия (при XXIII корпусе) — 665-й Ворохтинский, 666-й Коссовский, 667-й Делатынский, 668-й Тысменицкий;
- 168-я пехотная дивизия (при IX корпусе) — 669-й Бохнийский, 670-й Дунаецкий, 671-й Радымненский, 672-й Яворовский;
- 169-я пехотная дивизия (при Х корпусе) — 673-й Прилукский, 674-й Золотоношский, 675-й Конотопский, 676-й Зеньковский;
- 170-я пехотная дивизия (при XXXV корпусе) — 677-й Мологский, 678-й Шекснинский, 679-й Любимский, 680-й Буйский;
- 171-я пехотная дивизия (при III корпусе) — 681-й Алтайский, 682-й Байкальский, 683-й Ангарский, 684-й Саянский;
- 172-я пехотная дивизия (при XXXI корпусе) — 685-й Логишинский, 686-й Огинский, 687-й Полесский, 688-й Телиханский;
- 173-я пехотная дивизия (при XIV корпусе) — 689-й Столинский, 690-й Горынский, 691-й Стоходский, 692-й Припятский;
- 174-я пехотная дивизия (при XX корпусе) — 693-й Слуцкий, 694-й Пинский, 695-й Новогрудский, 696-й Мозырский;
- 175-я пехотная дивизия (при XXXVIII корпусе) — 697-й Проскуровский, 698-й Шаргородский, 699-й Саровский, 700-й Елатомский;
- 176-я пехотная дивизия — переименована во 2-ю Кавказскую гренадерскую дивизию (приказ Начальника штаба Верховного главнокомандующего от 20 февраля 1917 № 274);
- 177-я пехотная дивизия — 705-й Тихобужский, 706-й Галузийский, 707-й Нешавский, 708-й Россиенский;
- 178-я пехотная дивизия (при I корпусе) — 709-й Кинешемский, 710-й Макарьевский, 711-й Нерехтский, 712-й Унженский;
- 179-я пехотная дивизия (при VII корпусе) — 713-й Рыдомельский, 714-й Балигродский, 715-й Стрыйский, 716-й Ужокский (изначально — Ужгородский);
- 180-я пехотная дивизия (при XIV корпусе) — 717-й Сандомирский, 718-й Развадовский, 719-й Лысогорский, 720-й Рудниковский;
- 181-я пехотная дивизия (при XV корпусе) — 721-й Дубисский, 722-й Салтыково-Неверовский, 723-й Вильколазский, 724-й Любартовский;
- 182-я пехотная дивизия (при XIII корпусе) — 725-й Кулевчинский, 726-й Усть-Наровский, 727-й Ново-Селенгинский, 728-й Крапивненский;
- 183-я пехотная дивизия (при XIX корпусе) — 729-й Новоуфимский, 730-й Городечненский, 731-й Комаровский, 732-й Покройский;
- 184-я пехотная дивизия (при XXVIII корпусе) — 733-й Дегмерский, 734-й Прешканский, 735-й Сенакский, 736-й Авлиарский;
- 185-я пехотная дивизия (при XXI корпусе) — 737-й Абловинский, 738-й Григориопольский, 739-й Каменец-Подольский, 740-й Борзненский;
- 186-я пехотная дивизия (при XXII корпусе) — 741-й Перновский, 742-й Поневежский, 743-й Тирульский, 744-й Кейданский;
- 187-я пехотная дивизия (при XXVII корпусе) — 745-й Новоалександрийский, 746-й Опатовский, 747-й Плонский, 748-й Вилейский;
- 188-я пехотная дивизия (при XXIV корпусе) — 749-й Асаульский, 750-й Ростокский, 751-й Самборский, 752-й Драгобычский;
- 189-я пехотная дивизия (при XXVI корпусе) — 753-й Винницкий, 754-й Тульчинский, 755-й Литинский, 756-й Новоушицкий;
- 190-я пехотная дивизия (при XXX корпусе) — 757-й Черемошский, 758-й Сучавский, 759-й Коломыйский, 760-й Кимполунгский;
- 191-я пехотная дивизия (при XXXVI корпусе) — 761-й Режицкий, 762-й Невельский, 763-й Люцинский, 764-й Заречинский;
- 192-я пехотная дивизия (при XVII корпусе) — 765-й Зимницкий, 766-й Шипкинский, 767-й Осовецкий, 768-й Граевский;
- 193-я пехотная дивизия (при II корпусе) — 769-й Царевококшайский, 770-й Мамадышский, 771-й Краснопольский, 772-й Курмышский;
- 194-я пехотная дивизия (при XI корпусе) — 773-й Зайсанский, 774-й Курганский, 775-й Кустанайский, 776-й Шадринский.

Стрелковые полки:
- 6-я стрелковая дивизия (при XI корпусе) — 21-й, 22-й, 23-й, 24-й стрелковые полки;
- 7-я стрелковая дивизия (при XXIX корпусе) — 25-й, 26-й, 27-й, 28-й стрелковые полки;
- 8-я стрелковая дивизия (при Х корпусе) — 29-й, 30-й, 31-й, 32-й стрелковые полки;
- 5-я Финляндская стрелковая дивизия (при XXII корпусе) — 17-й, 18-й, 19-й, 20-й Финляндские стрелковые полки;
- 6-я Финляндская стрелковая дивизия (при XIX корпусе) — 21-й, 22-й, 23-й, 24-й Финляндские стрелковые полки;
- 15-я Сибирская стрелковая дивизия (при III Сибирском корпусе) — 57-й, 58-й, 59-й, 60-й Сибирские стрелковые полки;
- 16-я Сибирская стрелковая дивизия (при I Сибирском корпусе) — 61-й. 62-й, 63-й, 64-й Сибирские стрелковые полки;
- 17-я Сибирская стрелковая дивизия (при III Сибирском корпусе) — 65-й, 66-й, 67-й, 68-й Сибирские стрелковые полки;
- 18-я Сибирская стрелковая дивизия (при VI Сибирском корпусе) — 69-й, 70-й, 71-й. 72-й Сибирские стрелковые полки;
- 19-я Сибирская стрелковая дивизия (при VII Сибирском корпусе) — 73-й, 74-й, 75-й, 76-й Сибирские стрелковые полки;
- 20-я Сибирская стрелковая дивизия (при II Сибирском корпусе) — 77-й, 78-й, 79-й, 80-й Сибирские стрелковые полки;
- 21-я Сибирская стрелковая дивизия (при IV Сибирском корпусе) — 81-й, 82-й, 83-й, 84-й Сибирские стрелковые полки;
- 22-я Сибирская стрелковая дивизия (при V Сибирском корпусе) — 85-й, 86-й, 87-й, 88-й Сибирские стрелковые полки;
- Сводная Сибирская стрелковая дивизия (при VII Сибирском корпусе) — 1-й, 2-й, 3-й, 4-й Сводные Сибирские стрелковые полки;
- 8-я Туркестанская стрелковая дивизия (при I Туркестанском корпусе) — 29-й, 30-й, 31-й, 32-й Туркестанские стрелковые полки;
- 9-я Туркестанская стрелковая дивизия (в Туркестане) — 33-й, 34-й, 35-й, 36-й Туркестанские стрелковые полки;
- 10-я Туркестанская стрелковая дивизия (в Туркестане) — 37-й, 38-й, 39-й, 40-й Туркестанские стрелковые полки;
- 6-я Кавказская стрелковая дивизия (при I Кавказском корпусе) — 23-й, 24-й, 25-й, 26-й Кавказские стрелковые полки;
- 7-я Кавказская стрелковая дивизия (при VII Кавказском корпусе) — 27-й, 28-й Кавказские стрелковые полки;
- 4-я Заамурская пограничная пехотная дивизия (при XXXIII корпусе) — 13-й, 14-й, 15-й, 16-й Заамурские пограничные пехотные полки;
- 5-я Заамурская пограничная пехотная дивизия (при XLI корпусе) — 17-й, 18-й, 19-й, 20-й Заамурские пограничные пехотные полки.

Кавалерийские стрелковые полки:
- 1-й, 2-й, 3-й Гвардейские кавалерийские стрелковые полки;
- 1-й, 2-й, 3-й, 4-й, 5-й, 6-й, 7-й, 8-й, 9-й 10-й, 11-й, 12-й, 13-й, 14-й, 15-й, 16-й, 17-й кавалерийские стрелковые полки;
- Заамурский конный стрелковый полк;
- Кавказский кавалерийский стрелковый полк;
- Сводный кавалерийский стрелковый полк.

## Список полков на 17 октября 1740 года
Гвардия:
- Преображенский лейб-гвардии полк (4 батальона) (3238 чел.)
- Семёновский лейб-гвардии полк (3) (2472)
- Измайловский лейб-гвардии полк (3) (2435)
- Конный лейб-гвардии полк (1423)
- Бомбардирская рота (107)
- Кавалергарды (73)

| Пехота: - Ингерманландский пехотный полк (1564) - Астраханский пехотный полк (1564) - Бутырский пехотный полк (1564) - 1-й Московский пехотный полк (1564) - 2-й Московский пехотный полк (1564) - Киевский пехотный полк (1564) - Троицкий пехотный полк (1564) - Санкт-Петербургский пехотный полк (1564) - Владимирский пехотный полк (1564) - Новгородский пехотный полк (1564) - Шлиссельбургский пехотный полк (1564) - Казанский пехотный полк (1564) - Сибирский пехотный полк (1564) - Псковский пехотный полк (1564) - Смоленский пехотный полк (1564) - Азовский пехотный полк (1564) - Воронежский пехотный полк (1564) - Нижегородский пехотный полк (1564) - Черниговский пехотный полк (1564) - Рязанский пехотный полк (1564) - Суздальский пехотный полк (1564) - Ростовский пехотный полк (1564) - Великолуцкий пехотный полк (1564) - Архангелогородский пехотный полк (1564) - Ярославский пехотный полк (1564) - Пермский пехотный полк (1564) - Вятский пехотный полк (1564) - Вологодский пехотный полк (1564) - Нарвский пехотный полк (1564) - Тобольский пехотный полк (1564) - Невский пехотный полк (1564) - Копорский пехотный полк (1564) - Выборгский пехотный полк (1564) - Углицкий пехотный полк (1564) - Кексгольмский пехотный полк (1564) - Ладожский пехотный полк (1564) - Белостокский пехотный полк (1564) - Муромский пехотный полк (1564) | Кавалерия: - Лейб-кирасирский полк (5) (980) - Брауншвейгский кирасирский полк - Минихов кирасирский полк (5) (980) - Кирасирский генерал-майора принца Петра Курляндского полк (5) (980) - Московский драгунский полк (10 рот) (1229) - Киевский драгунский полк (10 рот) (1229) - Троицкий драгунский полк (10 рот) (1229) - Санкт-Петербургский драгунский полк (10 рот) (1229) - Владимирский драгунский полк (10 рот) (1229) - Новгородский драгунский полк (10 рот) (1229) - Астраханский драгунский полк (10 рот) (1229) - Сибирский драгунский полк (10 рот) (1229) - Псковский драгунский полк (10 рот) (1229) - Тверской драгунский полк (10 рот) (1229) - Пермский драгунский полк (10 рот) (1229) - Вятский драгунский полк (10 рот) (1229) - Нижегородский драгунский полк (10 рот) (1229) - Рязанский драгунский полк (10 рот) (1229) - Ростовский драгунский полк (10 рот) (1229) - Архангелогородский драгунский полк (10 рот) (1229) - Азовский драгунский полк (10 рот) (1229) - Ингерманландский драгунский полк (10 рот) (1229) - Луцкий драгунский полк (10 рот) (1229) - Вологодский драгунский полк (10 рот) (1229) - Нарвский драгунский полк (10 рот) (1229) - Олонецкий драгунский полк (10 рот) (1229) - Ямбургский драгунский полк (10 рот) (1229) - Каргопольский драгунский полк (10 рот) (1229) - Тобольский драгунский полк (10 рот) (1229) - Рижский драгунский полк (10 рот) (1229) - Ревельский драгунский полк (10 рот) (1229) - Гусары (3000 чел.) |

| Ландмилиция: - Украинский ландмилицкий корпус: - Ряжский конный полк - Борисоглебский конный полк - Слободской конный полк - Белёвский конный полк - Рыльский конный полк - Путивльский конный полк - Курский конный полк - Севский конный полк - Белгородский конный полк - Брянский конный полк - Старооскольский конный полк - Валуйский конный полк - Новооскольский конный полк - Ливенский конный полк - Елецкий конный полк - Воронежский конный полк - Тамбовский конный полк - Ефремовский конный полк - Закамская ландмилиция - Алексеевский пехотный полк - Шешминский драгунский полк - Билярский драгунский полк - Сергиевский драгунский полк | Гарнизонные войска: - 49 пехотных полков - 2 пехотных полка - 7 драгунских полков - 1 драгунский эскадрон Артиллерия: - 1 артиллерийский полк - 2 крепостных корпуса Инженеры: - 1 рота минёров - 6 инженерных рот Остальные регулярные войска: - Низовой корпус: - Апшеронский пехотный полк - Дербентский пехотный полк - Бакинский пехотный полк - Ширванский пехотный полк - Дагестанский пехотный полк - Кабардинский пехотный полк - Нашебургский пехотный полк - Низовский пехотный полк - Куринский пехотный полк - Тенгинский пехотный полк - Сальянский пехотный полк - Навагинский пехотный полк - Кадетский корпус: всего 360 чел. |

Иррегулярные войска (казаки и калмыки):
- Донские казаки
- Яицкие казаки
- Сибирские казаки
- Гребенские казаки
- Хопёрские казаки
- Семейные казаки
- Кизлярские казаки
- Волжские казаки
- Астраханские казаки
- Оренбургские казаки
- Азовские казаки
- Слободские казаки
- Малороссийские казаки
- Запорожские казаки
- Чугуевские казаки
- Калмыки
- Всего иррегулярных войск: 150 000 чел.[4]